# Paul Charlemagne
Pour les articles homonymes, voir Charlemagne (homonymie).
Paul Charlemagne, né au 145 rue de Villiers dans le 17e arrondissement de Paris le 9 août 1892 et mort dans le 14e arrondissement de Paris le 10 mai 1972, est un peintre et dessinateur français. Il fut également décorateur de théâtre, illustrateur, affichiste lithographe et céramiste.

## Biographie

### Contexte familial

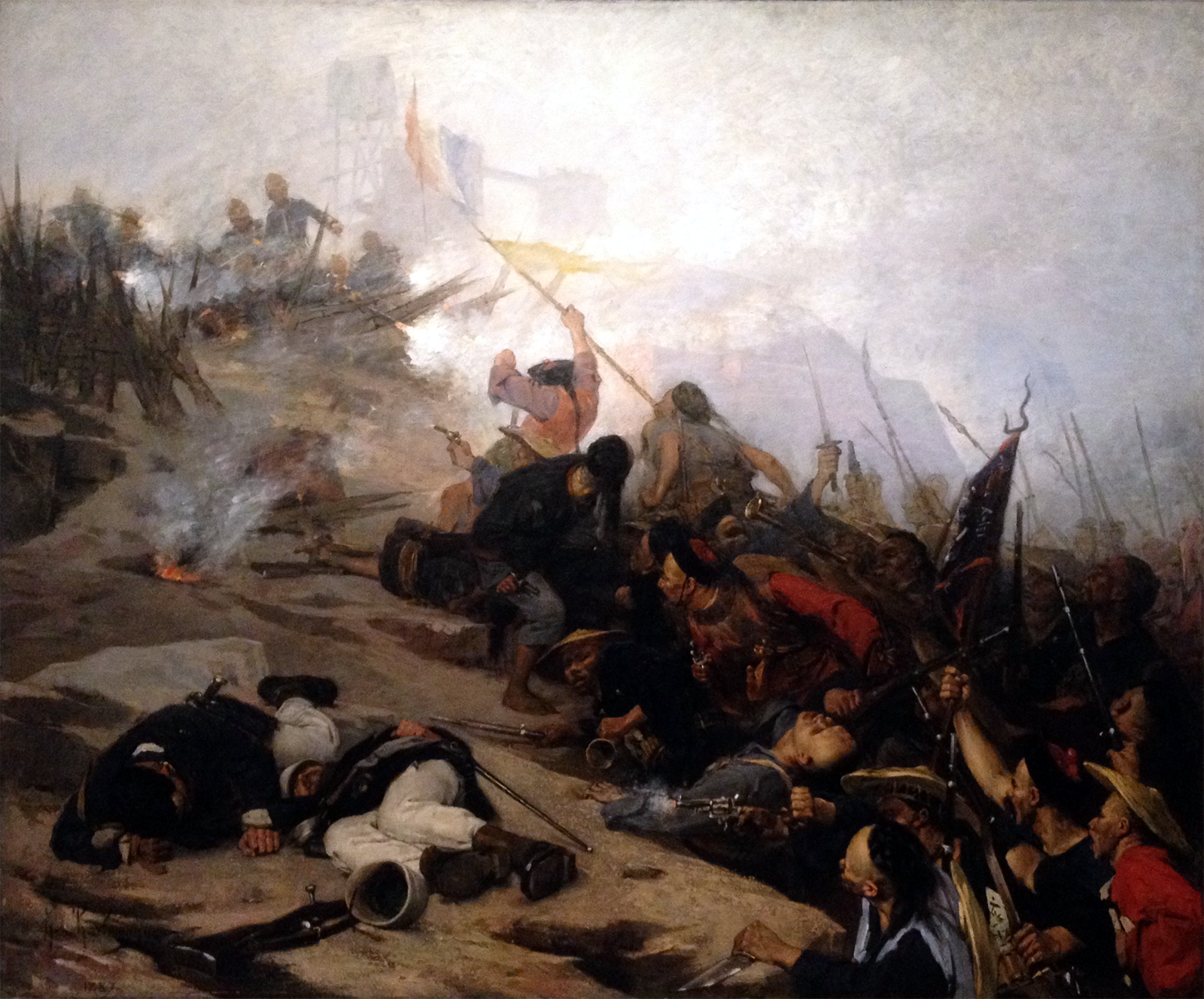
Hippolyte Charlemagne, Siège de Tuyên Quang, toile, 1885

Peintre de genre et de fleurs, également aquarelliste, Paul Charlemagne est l'aîné des trois enfants nés du mariage d'Hippolyte Charlemagne (1856-1906) - peintre de batailles et de portraits natif de Toulouse et élève d'Alexandre Cabanel - et de Marthe Isabelle Sandélis, d'origine bourguignonne. Son grand-père paternel est le peintre verrier Auguste Charlemagne (1822-1885), installé au 38, boulevard d'Arcole à Toulouse et dont sont conservés, entre autres, les vitraux des églises Saint-Pierre de Fougerolles (Indre), Saint-Sulpice de Lingé (Indre), Saint-Chartier de Saint-Chartier (Indre),, Saint-Loup de Rillé (Indre-et-Loire), de la collégiale Saint-Martin de Lorgues (Var) : Patrick Descamps souligne que Paul Charlemagne semblera se souvenir de cette ascendance dans son habileté de coloriste.
Peu après sa naissance, la famille quitte le 17e arrondissement pour s'installer au 29bis, boulevard Saint-Jacques, s'y partageant bientôt avec une résidence secondaire à Marcq (Yvelines) à laquelle l'artiste demeurera attaché toute sa vie.

### Enseignements et apprentissage, puis la guerre…

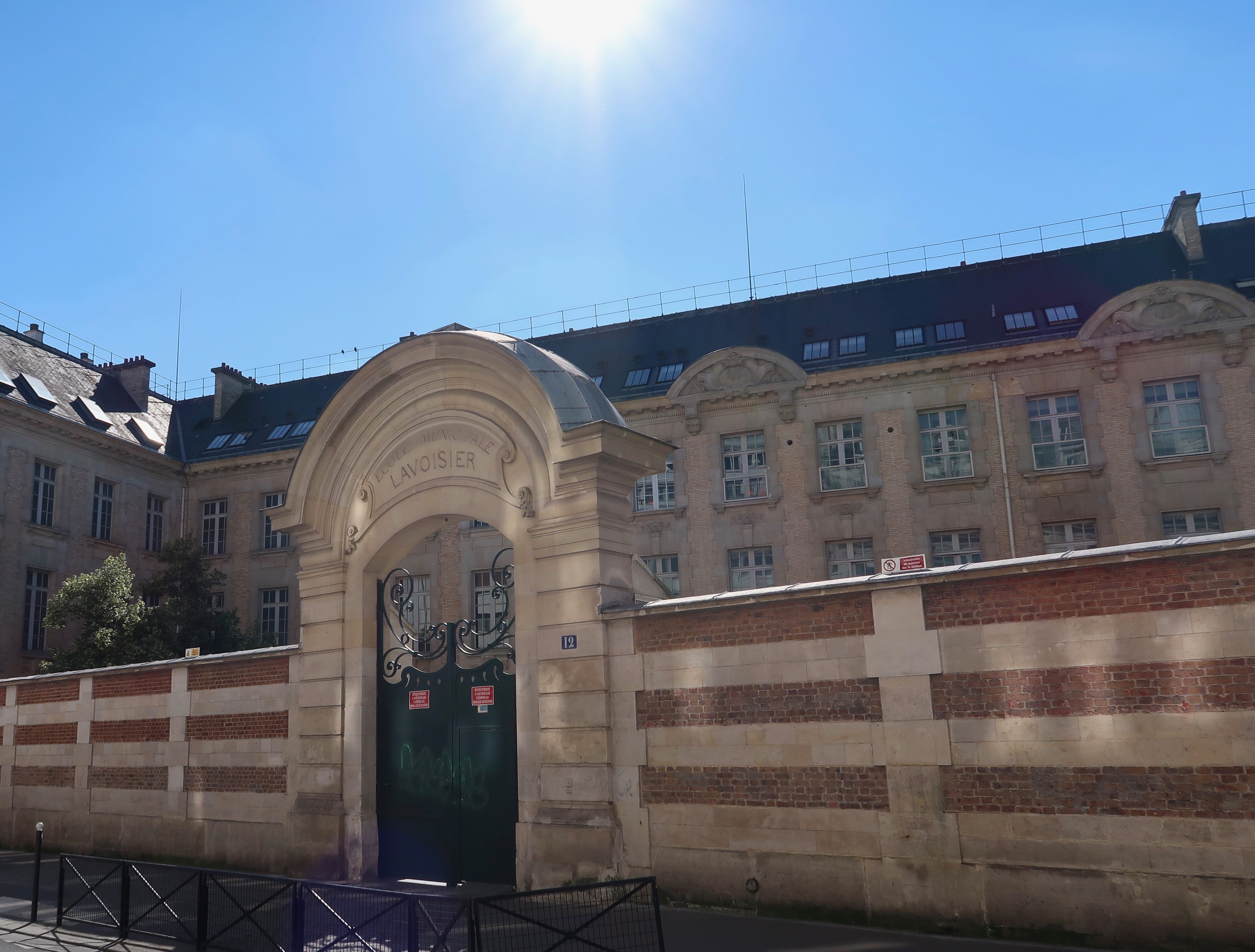
École Lavoisier, Paris

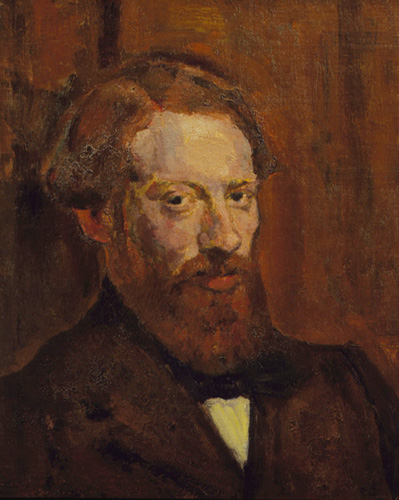
Charles Guérin

Parallèlement à sa scolarité à l'école primaire du boulevard Arago, puis à l'école Lavoisier, il doit naturellement sa toute jeune formation artistique à son père avant qu'il ne devienne par nécessité, après le décès brutal de celui-ci qui plonge la famille dans la précarité financière, l'apprenti de Marcel Jambon (1848-1908), peintre décorateur pour l'Opéra-comique, la Comédie-Française et plusieurs théâtres.
Au terme de cet apprentissage de trois années qu'il complète par les enseignements de Jacques Jobbé-Duval (1854-1942) et d'Adolphe Barnoin (1853-?) aux cours du soir de l'École supérieure de dessin de Montparnasse, puis ceux de Charles Guérin (1874-1937) à l'Académie de la Grande Chaumière, il exerce le métier d'ouvrier en décor - en particulier chez Eugène Ronsin (1874-1937) - pendant dix années que viennent interrompre sa mobilisation pendant toute la Première Guerre mondiale : ce sont successivement le 82e régiment d'infanterie, le 79e régiment d'infanterie et le 1er régiment de chasseurs qui le mènent de Montargis à la Flandre (notamment à Bergues où l'on se souviendra de lui avec une rétrospective au musée du Mont-de-Piété en 2022), de la Marne à la Somme.

### L'après-guerre: la peinture, les arts décoratifs

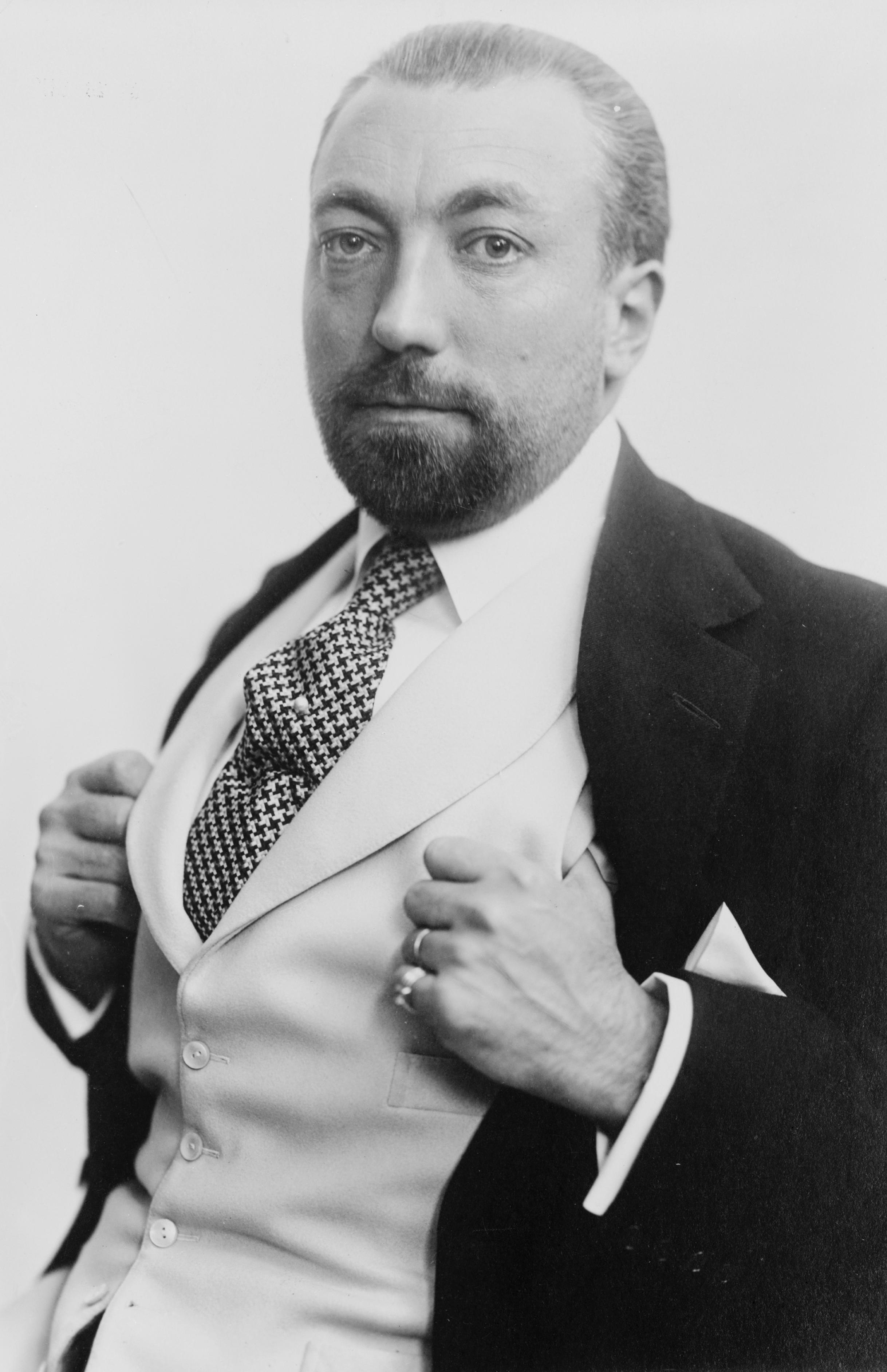
Paul Poiret

Blessé trois fois - Son frère cadet Raoul est tué dans la bataille de la Somme en 1916 et sa mère meurt en 1917 -, il est démobilisé en août 1919 et retrouve Eugène Ronsin chez qui il demeurera en tant qu'associé jusqu'en 1924, participant aux décorations des Folies Bergère, du Casino de Paris, du Théâtre Marigny et du théâtre de l'Oasis, théâtre de verdure aménagé au 26, avenue Victor-Emmanuel III dans le jardin de l'hôtel particulier du couturier Paul Poiret, se liant d'amitié avec ce dernier et rencontrant auprès de lui Agnès Jallet qui deviendra son épouse et lui donnera deux enfants, Françoise en 1927 et Alain en 1932.

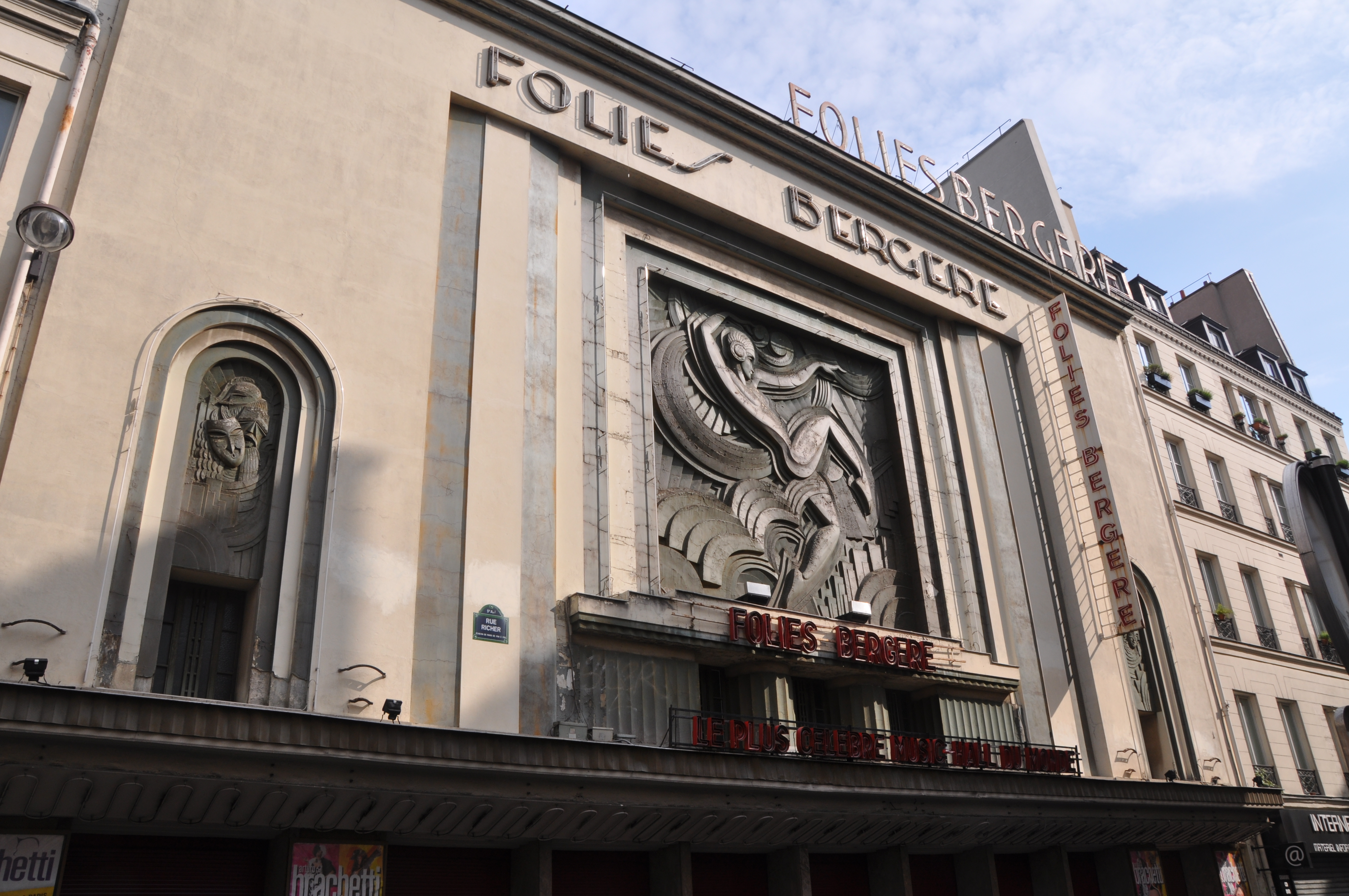
Folies Bergère
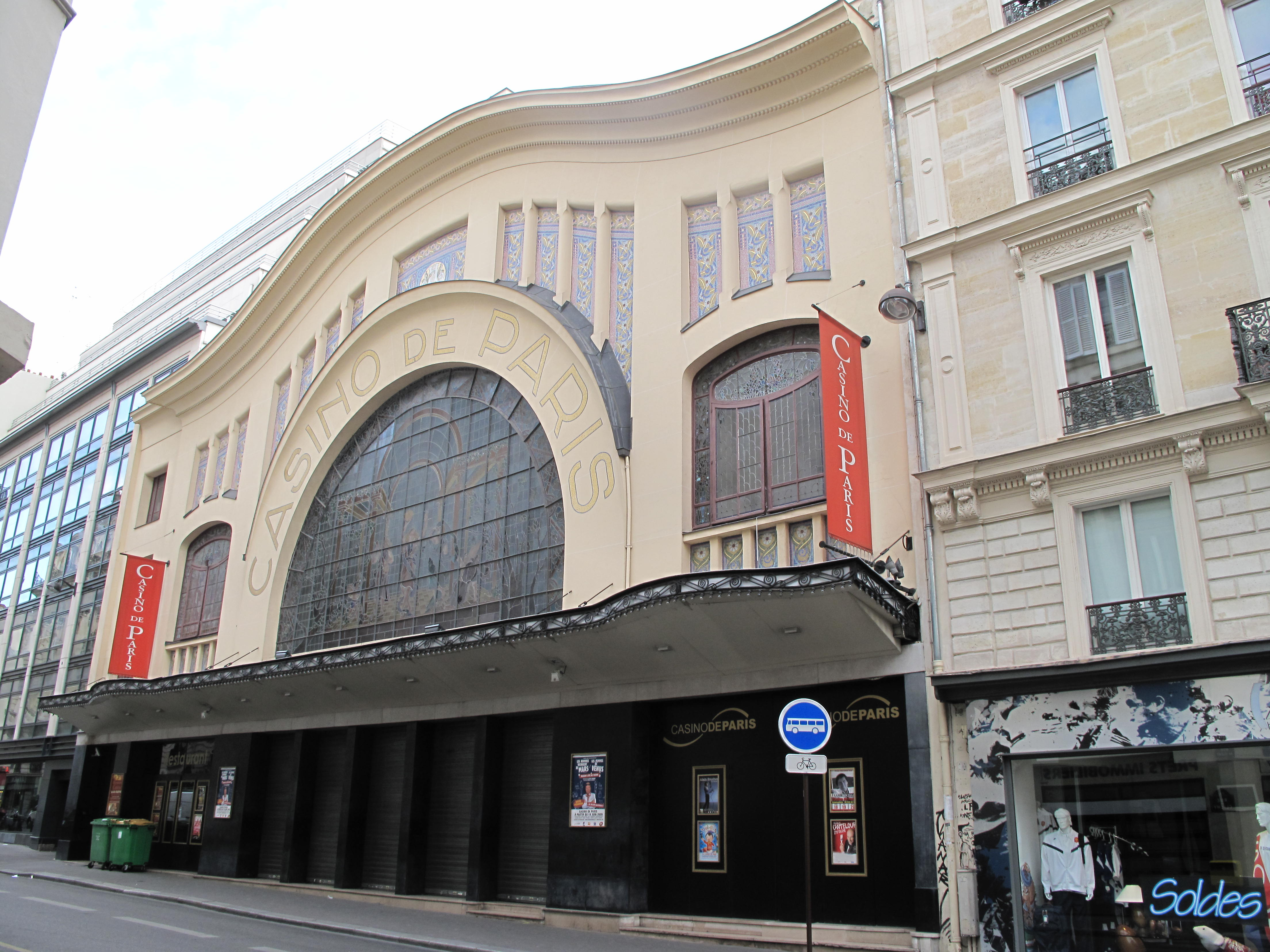
Casino de Paris
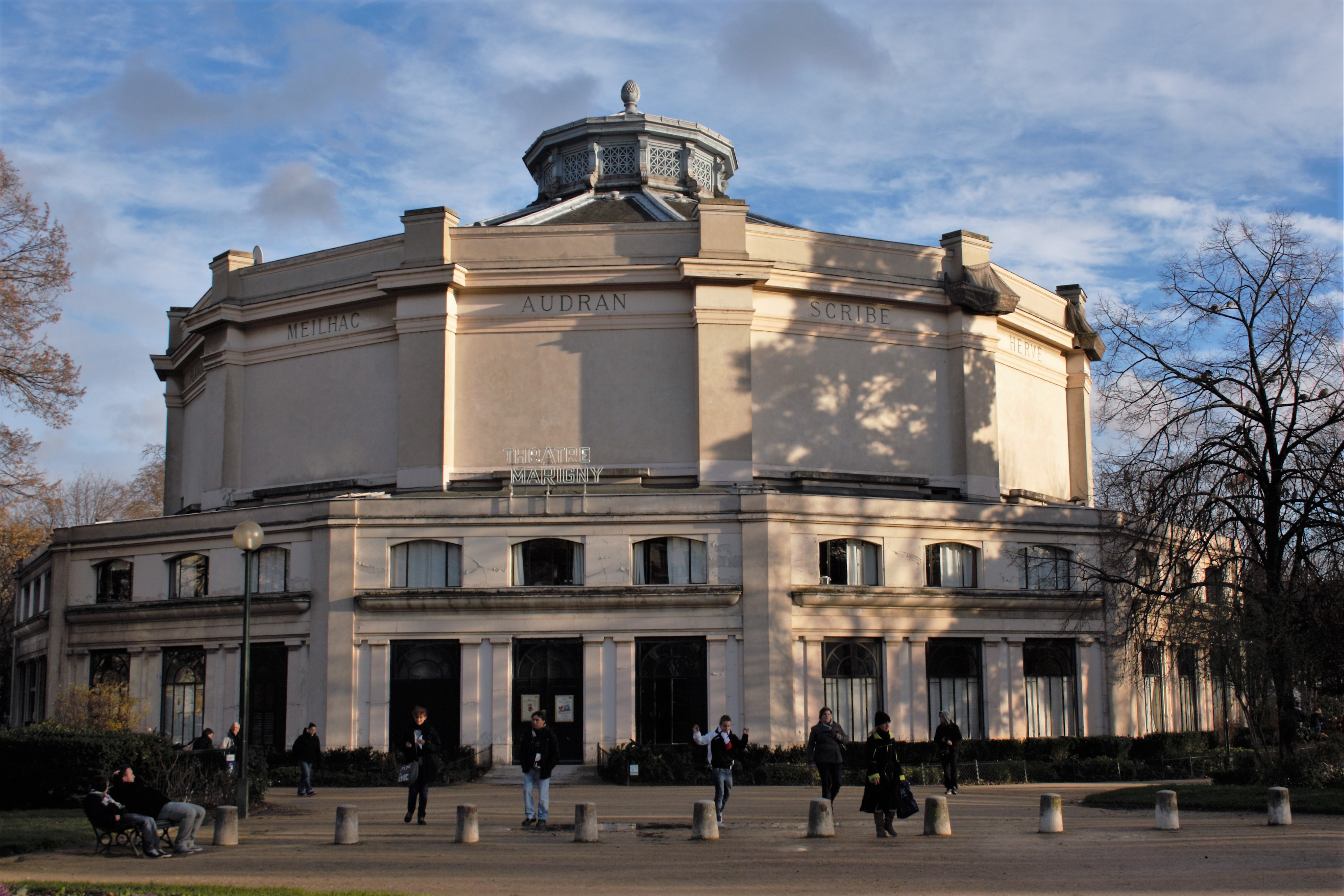
Théâtre Marigny

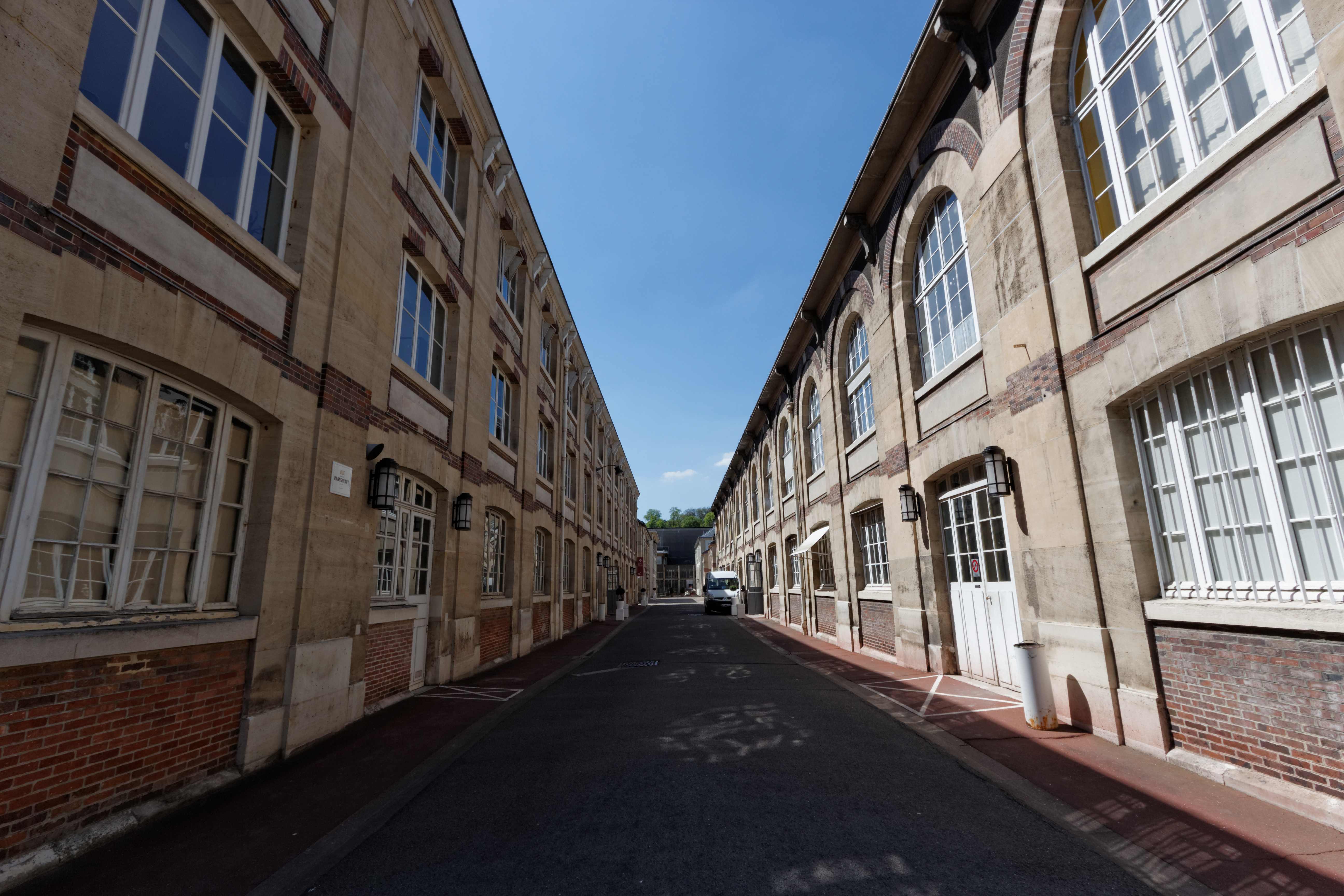
Manufacture nationale de Sèvres

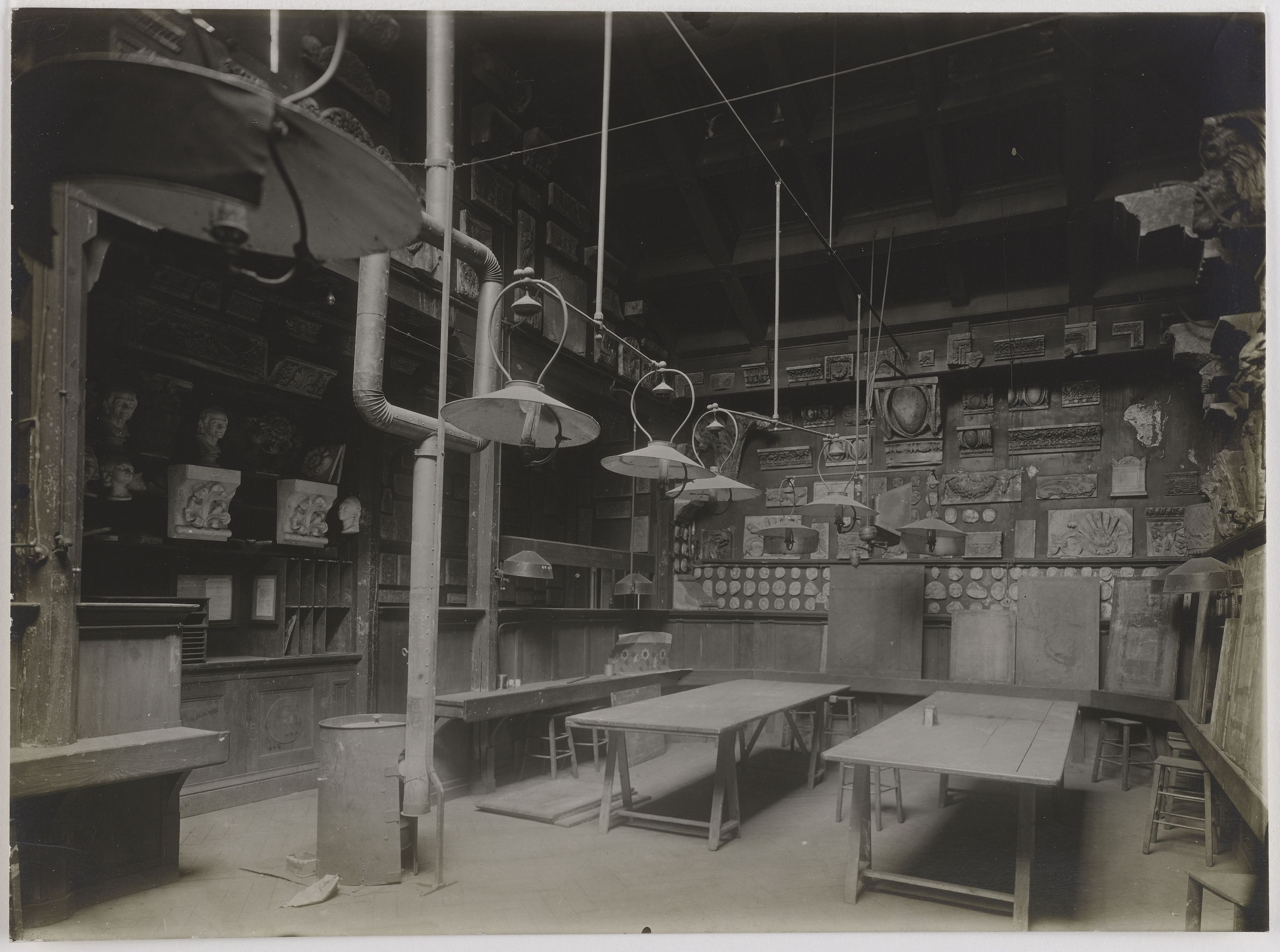
École nationale supérieure des arts décoratifs, Paris

Peignant ses premières toiles - « des natures mortes et des paysages marqués par l'art d'André Dunoyer de Segonzac » - en sa résidence de Marcq, Paul Charlemagne, qui confie « une admiration sans bornes pour Eugène Delacroix », va devenir un habitué du Salon d'Automne et du Salon des Indépendants dont les catalogues le diront successivement domicilié au 14, rue Pascal et au 1, square Grangé à Paris, Il est perçu par François Fosca, dès son premier envoi au Salon d'Automne en 1923, comme « un élève avoué de Segonzac, mais un élève qui fait honneur au maître », puis par Louis Vauxcelles, dès son exposition personnelle de 1928 à la Galerie J. Allard, comme « l'un des jeunes peintres les plus justement en vue de sa génération », avec des œuvres que caractérise, diront pour leur part René Huyghe et Jean Rudel, « un puissant réalisme où paraît parfois poindre une abstraction ».
Paul Charlemagne crée pour les scènes parisiennes des décors et des costumes avec, observe Georges Turpin, « un grand sens de la décoration théâtrale »  et lui est également confiée en 1936, en même temps qu'à Raoul Dufy, Othon Friesz et Henry de Waroquier, la décoration murale du bar du Théâtre national de Chaillot . Il travaille pour la Manufacture nationale de Sèvres en dessinant, entre 1934 et 1960, près de deux cents modèles de décorations, l'établissement citant parmi ses plus prestigieuses conceptions le service et son décor dits « Service Uni » créés en 1954 pour l'ambassade de France à Pékin. Il collabore également avec la maison Jansen de 1935 à 1951, avec la maison de soierie lyonnaise Bianchini-Férier de 1939 à 1954, puis avec l'architecte Henry Jacques Le Même, de 1949 à 1954, réalisant notamment auprès de ce dernier des peintures intérieures pour le chalet Le Cairn à Megève, édifice labellisé « Architecture contemporaine »,. Il est professeur à l'École nationale supérieure des arts décoratifs de 1943 à 1962.

## Œuvres (sélection)

### Décors de scène
- Pierre-Barthélemy Gheusi (scénario) et Henri Hirschmann (musique), Rosalinde, ballet, décors de Paul Charlemagne, avec Serge Peretti et Suzanne Lorcia, Opéra national de Paris, 1933[25].
- Paul Claudel, L'Otage, décors de Paul Charlemagne, Comédie-Française, 1934[26].
- Henri Cain et Georges Martin Witkowski (livret et musique, adaptation à la scène lyrique de la pièce d'Edmond Rostand), La Princesse lointaine, mise en scène de Pierre Chéreau, décors et costumes de Pierre Charlemagne, avec Suzanne Balguerie, Opéra national de Paris, 1934[19].
- Henri Hirschmann, La nuit embaumée, conte lyrique, décors de Paul Charlemagne, Opéra-Comique, Paris, 1939[10].
- Paul Morand, La Matrone d'Éphèse, mise en scène de Charles Dullin, décors de Paul Charlemagne, Théâtre de la Cité, 1942.

Rencontres de la scène parisienne
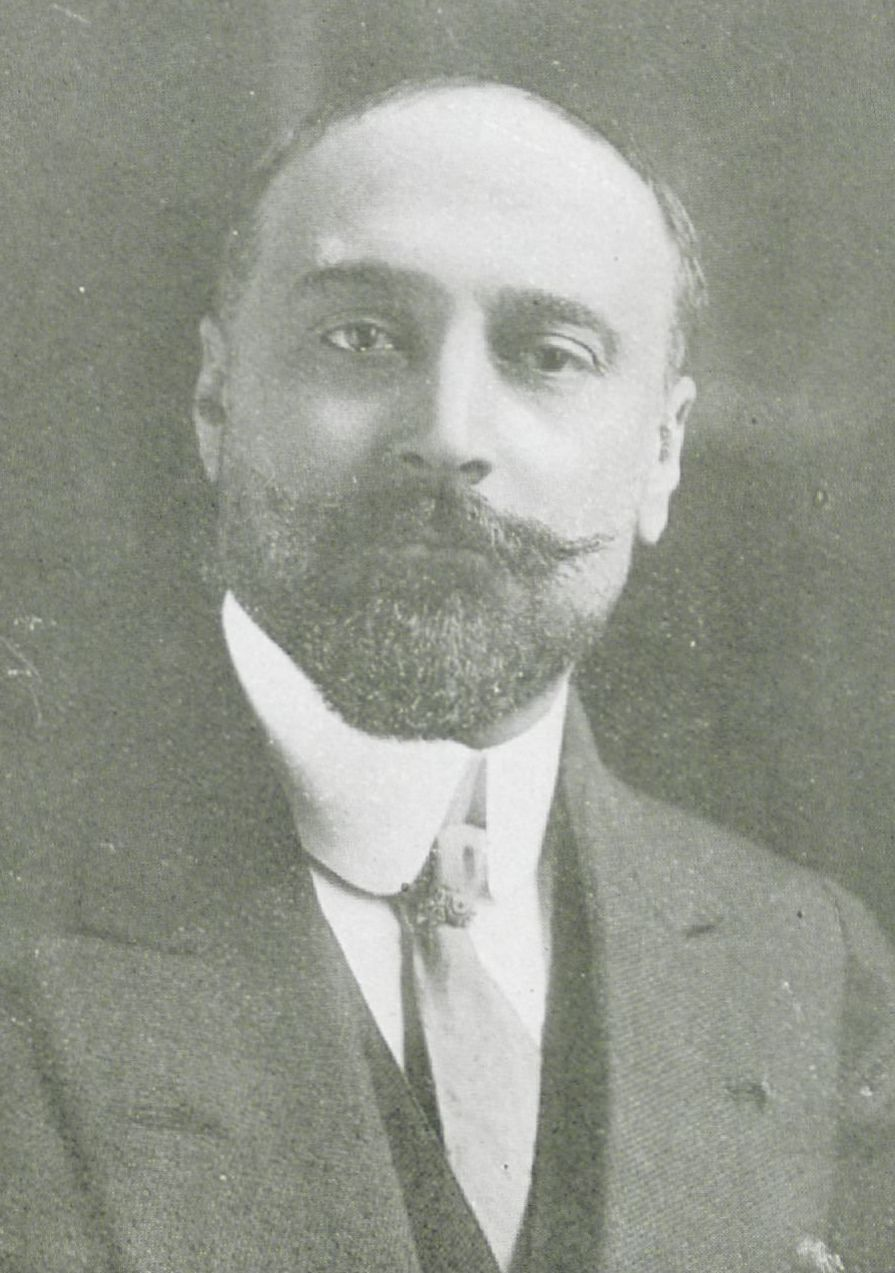
Pierre-Barthélemy Gheusi
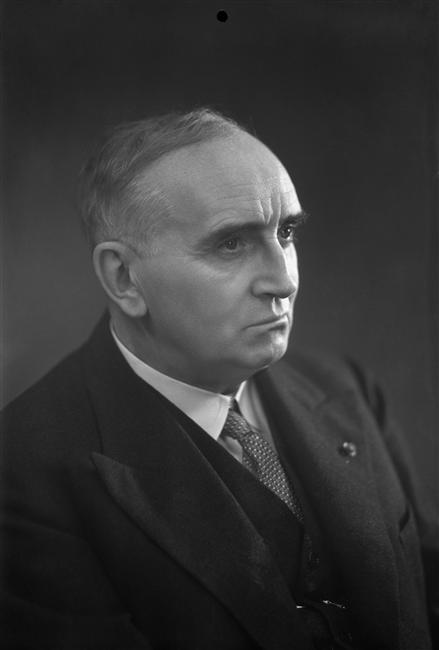
Paul Claudel
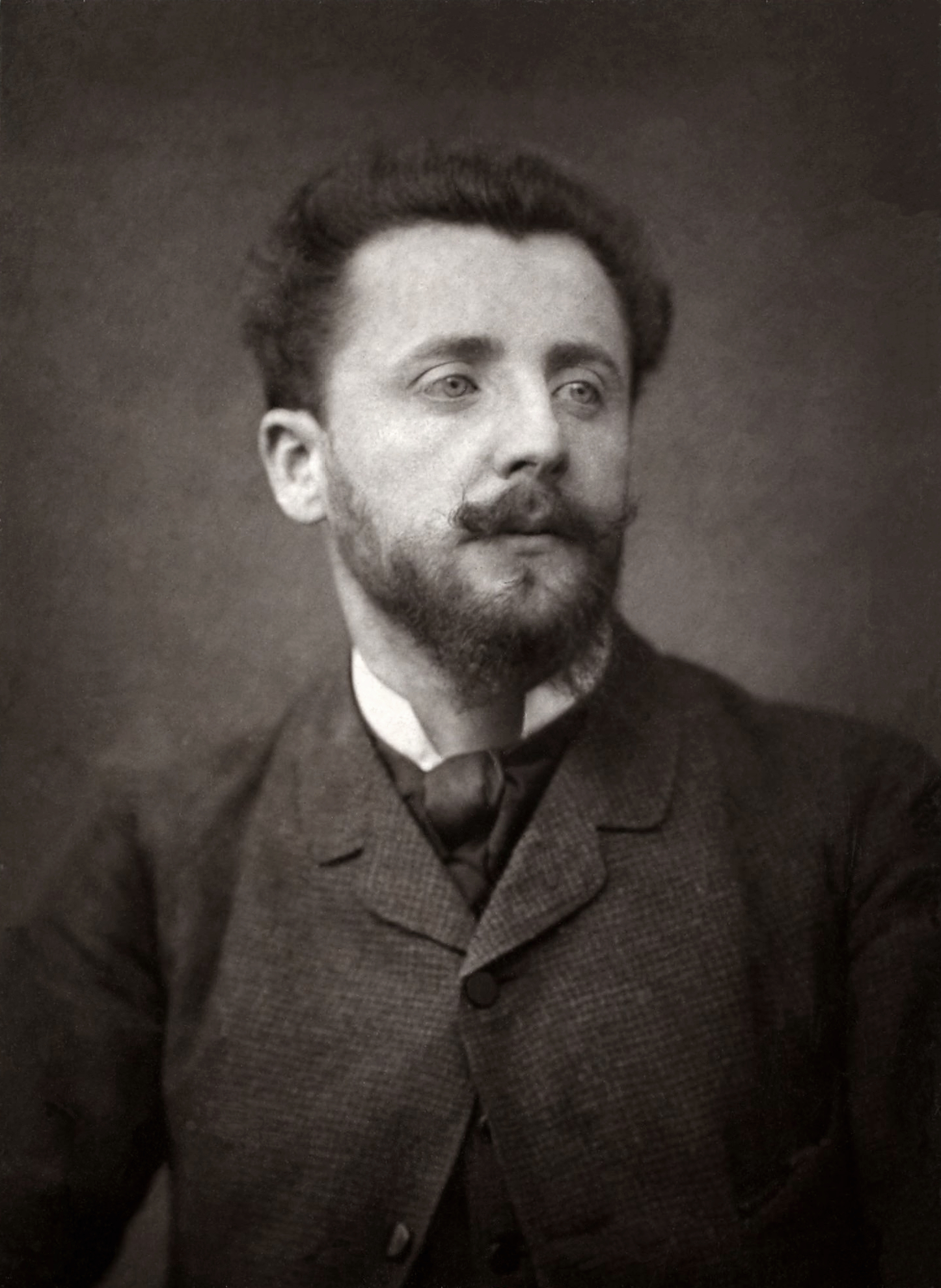
Henri Cain
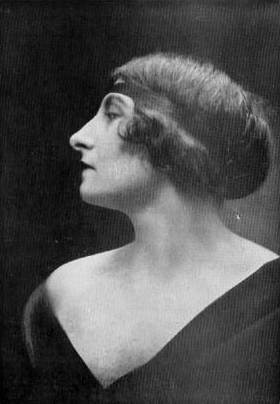
Suzanne Balguerie
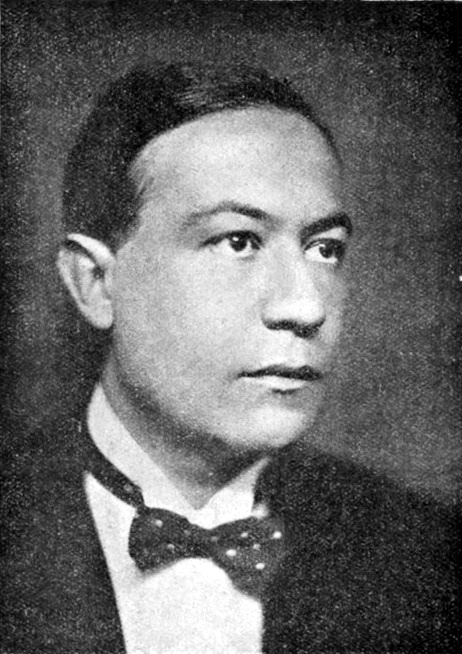
Paul Morand
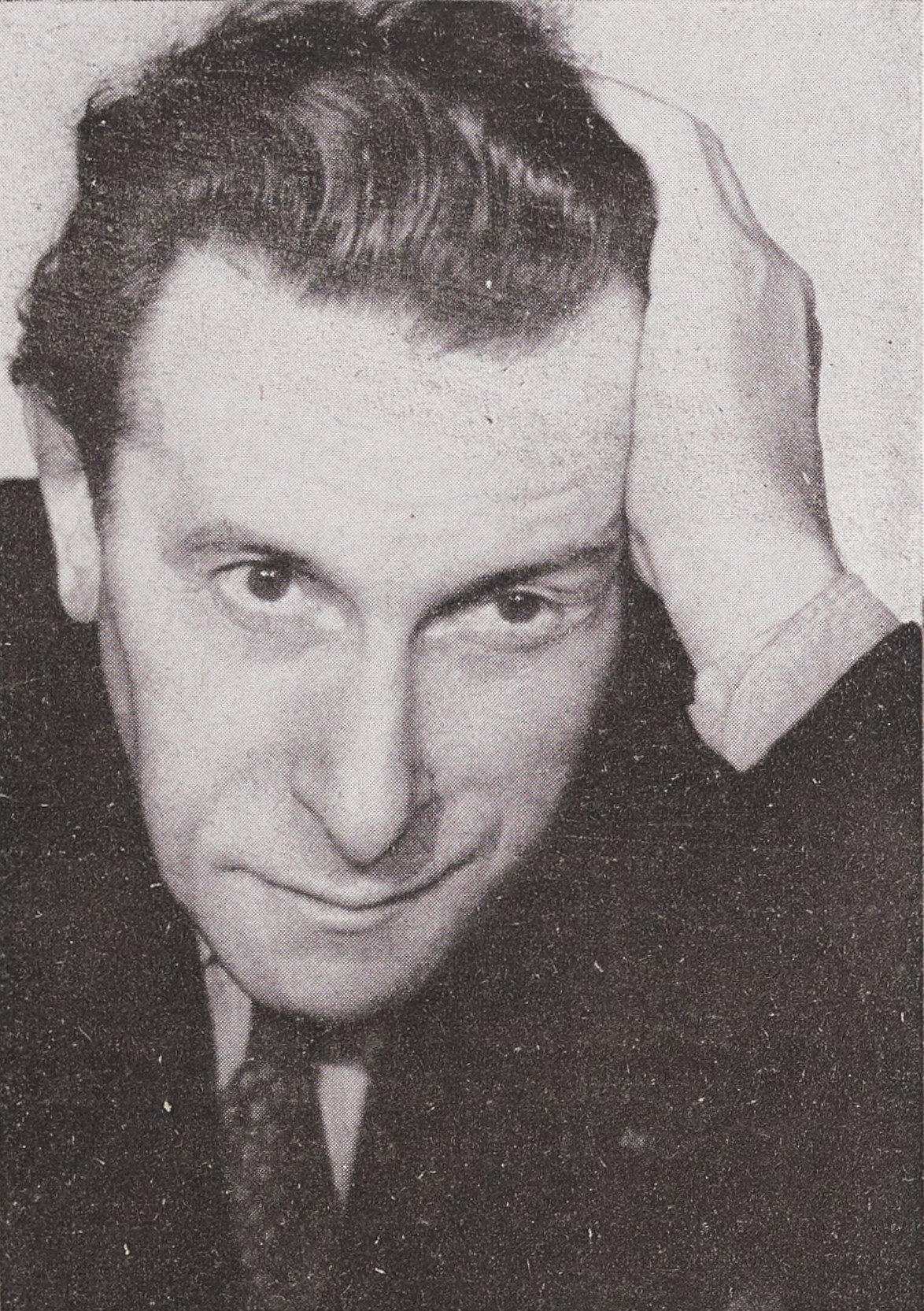
Charles Dullin

### Illustrations
- Jean Voilier, Jour de lumière, illustrations de Paul Charlemagne, collection « Le livre moderne illustré », J. Ferenczi et Fils, Paris, 1940 (consulter en ligne).
- Jean-Daniel Maublanc, Almanach poétique, huit dessins originaux hors-texte de Paul Charlemagne, Les Cahiers de la Pipe en écume, n°7, 1942.
- Charles Baudelaire, Poèmes, illustrations (compositions, lettrines, bandeau et cul-de-lampe) de Paul Charlemagne, éditions du Rocher, Monaco, 1944[27].
- Jérôme et Jean Tharaud, Le miracle de Théophile, illustrations de Paul Charlemagne, éditions du Rocher, Monaco, 1945.
- Voltaire (préface de Roger Vercel, Micromégas - Histoire des voyages de Scarmentado écrite par lui-même, illustré d'aquarelles de Paul Charlemagne, 525 exemplaires numérotés, éditions de L'Estampe moderne, 1949.
- Pierre Benoit, Œuvres complètes, vol.4, illustrations de Georges-André Klein, Victor Jean Desmeures, Paul Charlemagne, Roland Oudot, Claude Schürr, Jean-Pierre Alaux et Jean-Denis Malclès, Albin Michel, 1968.

## Expositions

### Expositions personnelles

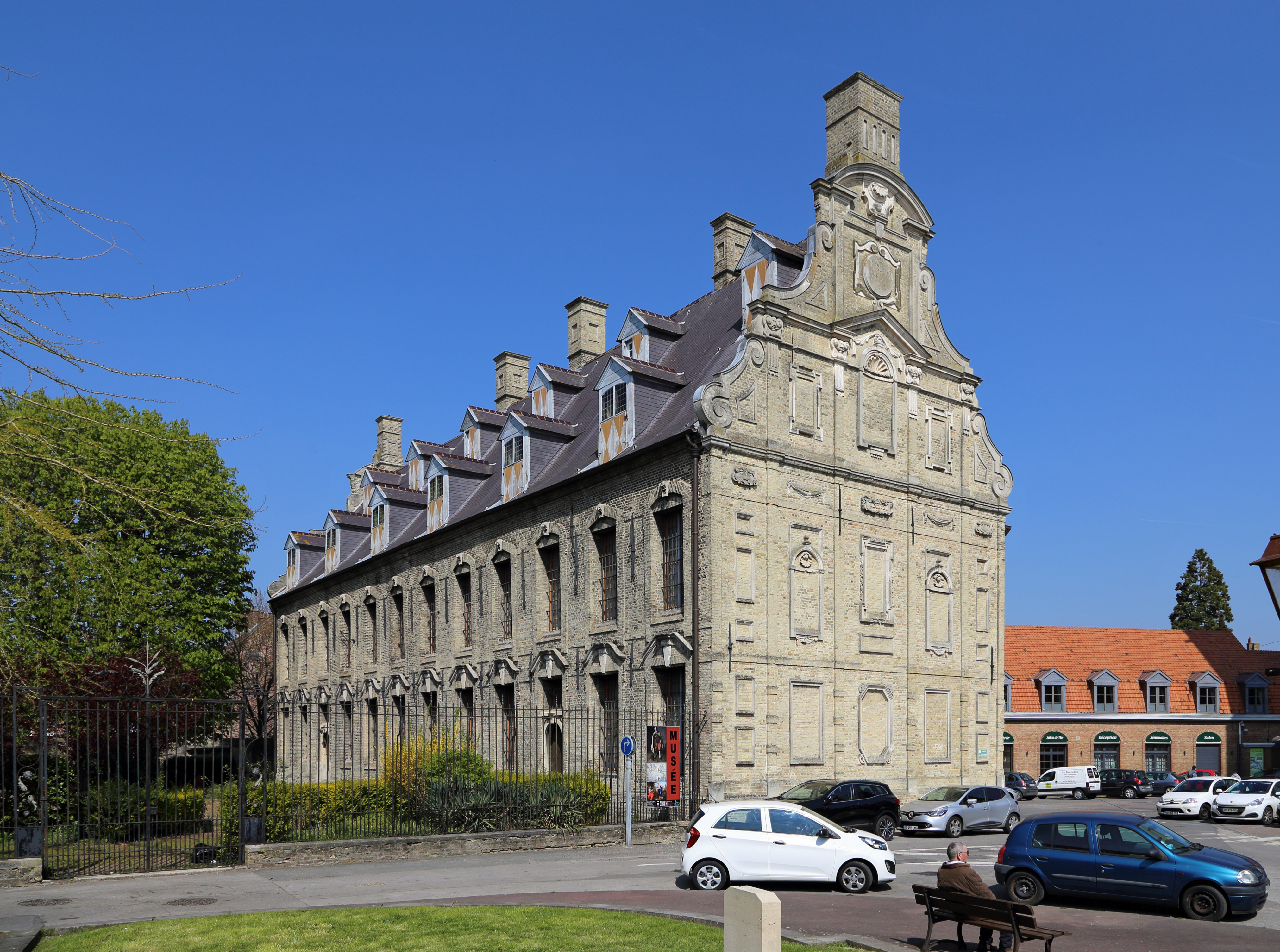
Musée du Mont-de-Piété de Bergues

- Galerie J. Allard, 20, rue des Capucines, Paris, juin 1927[28], novembre 1928 (portraits, vues de l'Orne et des fleurs diverses)[17],[29], 1931, mai-juin 1932[30], novembre-décembre 1933[31],[32], novembre-décembre 1934[33], mars 1935[34], 1936, janvier 1937[19], novembre 1938 (Paul Charlemagne - Peintures, projets exécutés pour Sèvres, costumes et décors de théâtre, illustrations et décoration)[35].
- Paul Charlemagne - Gouaches, Galerie Girard, 119, boulevard Raspail, Paris, mars 1934[36],[10].
- Galerie Decré, Nantes, mai-juin 1942, octobre-novembre 1954[37], février 1970[10].
- Galerie Drouant-David, Paris, février-mars 1944[38].
- Galerie Barde, Paris, novembre-décembre 1945[10].
- Galerie Couleur du temps, Paris, novembre 51, novembre 1955 (Peintures et projets exécutés sur porcelaine pour la Manufacture nationale de Sèvres)[10].
- Galerie Drouant, Paris, janvier-février 1966[39].
- Pierre Charlemagne - Le spectacle, Galerie de la Tournelle, Paris, juin 1967[10].
- Paul Charlemagne (1892-1972) - L'œuvre au noir, rétrospective, Musée du Mont-de-Piété de Bergues, mai-octobre 2022[13].

### Expositions collectives (sélection)

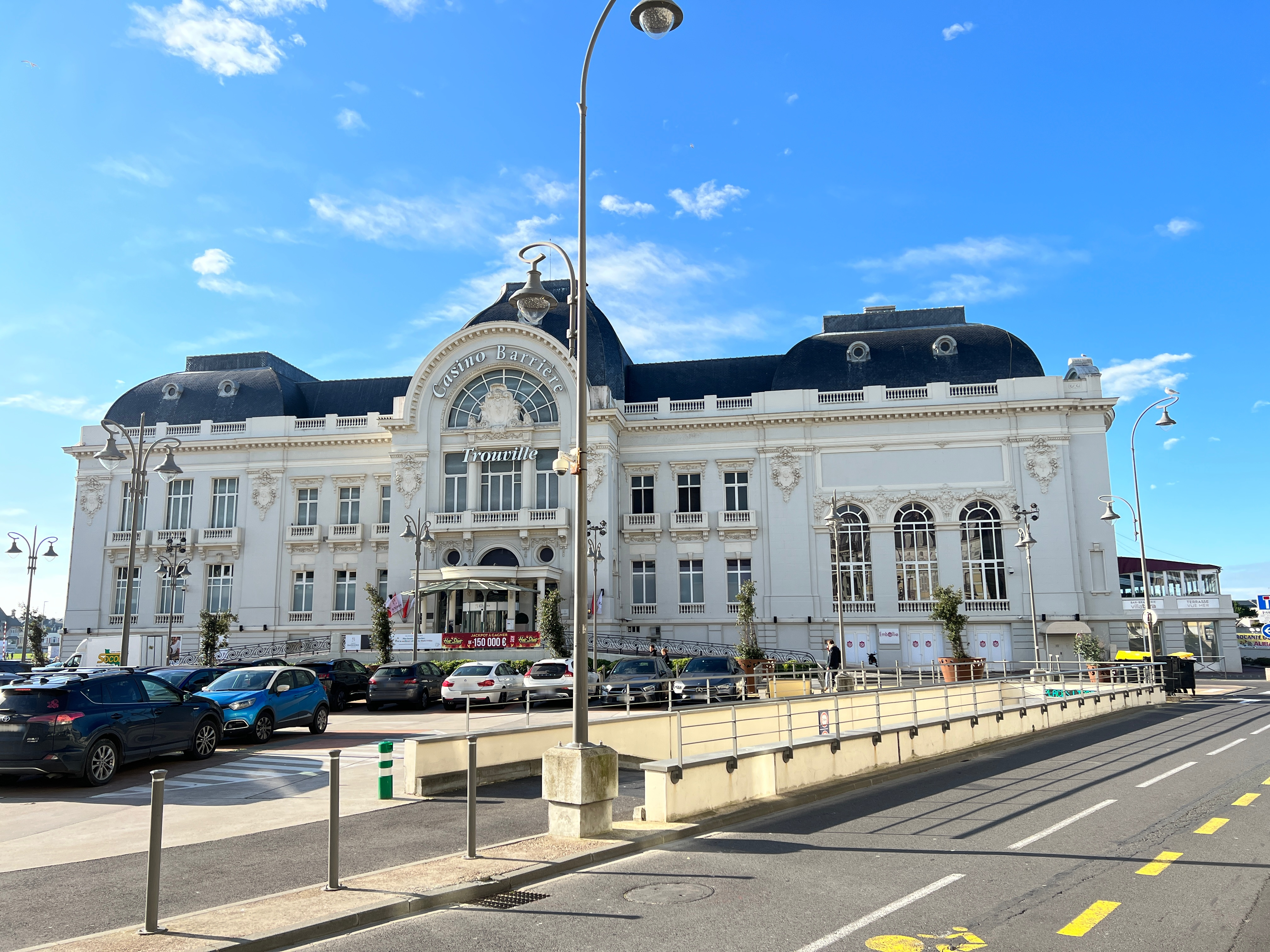
Casino de Trouville-sur-Mer, 1930

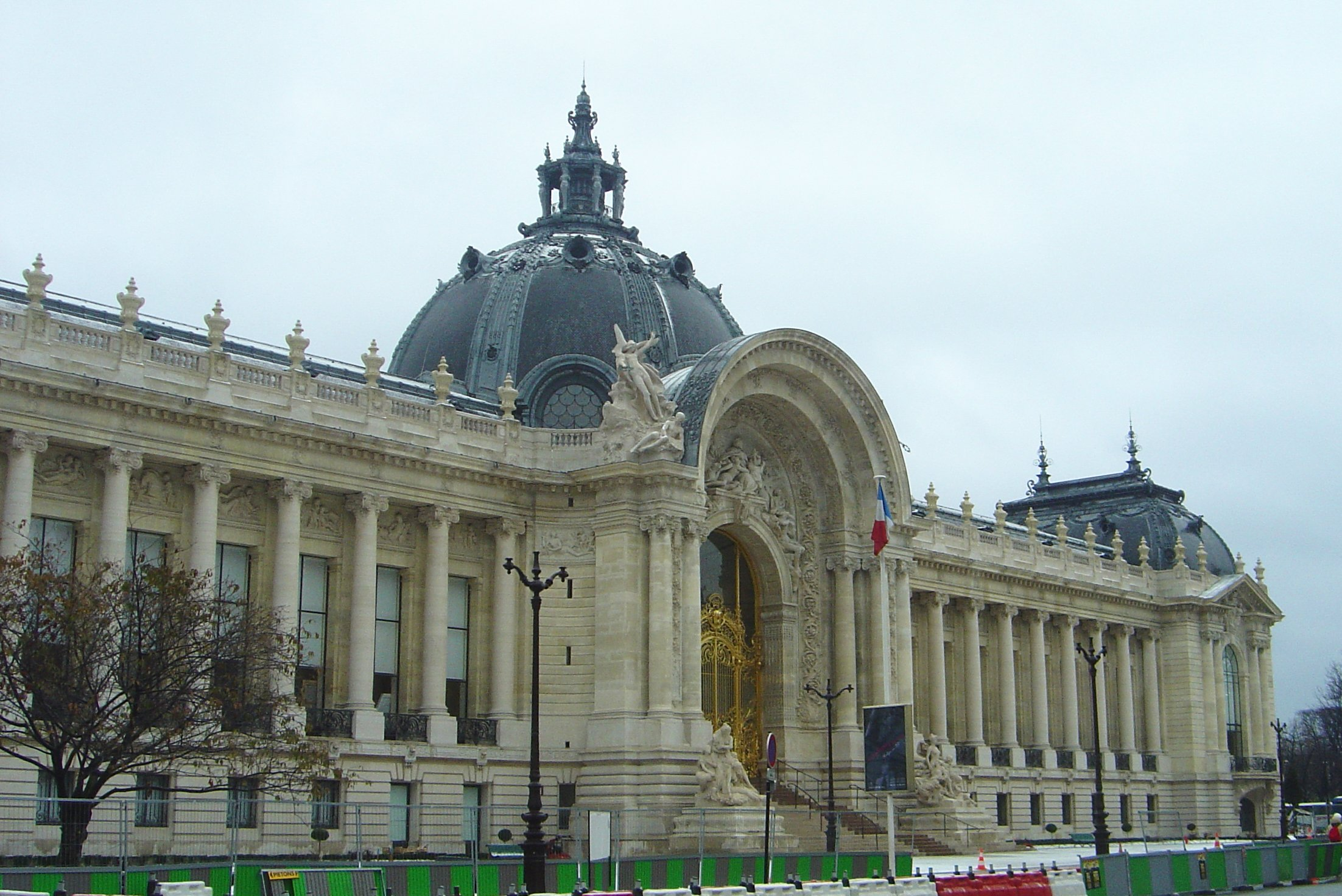
Petit Palais, Paris, 1936

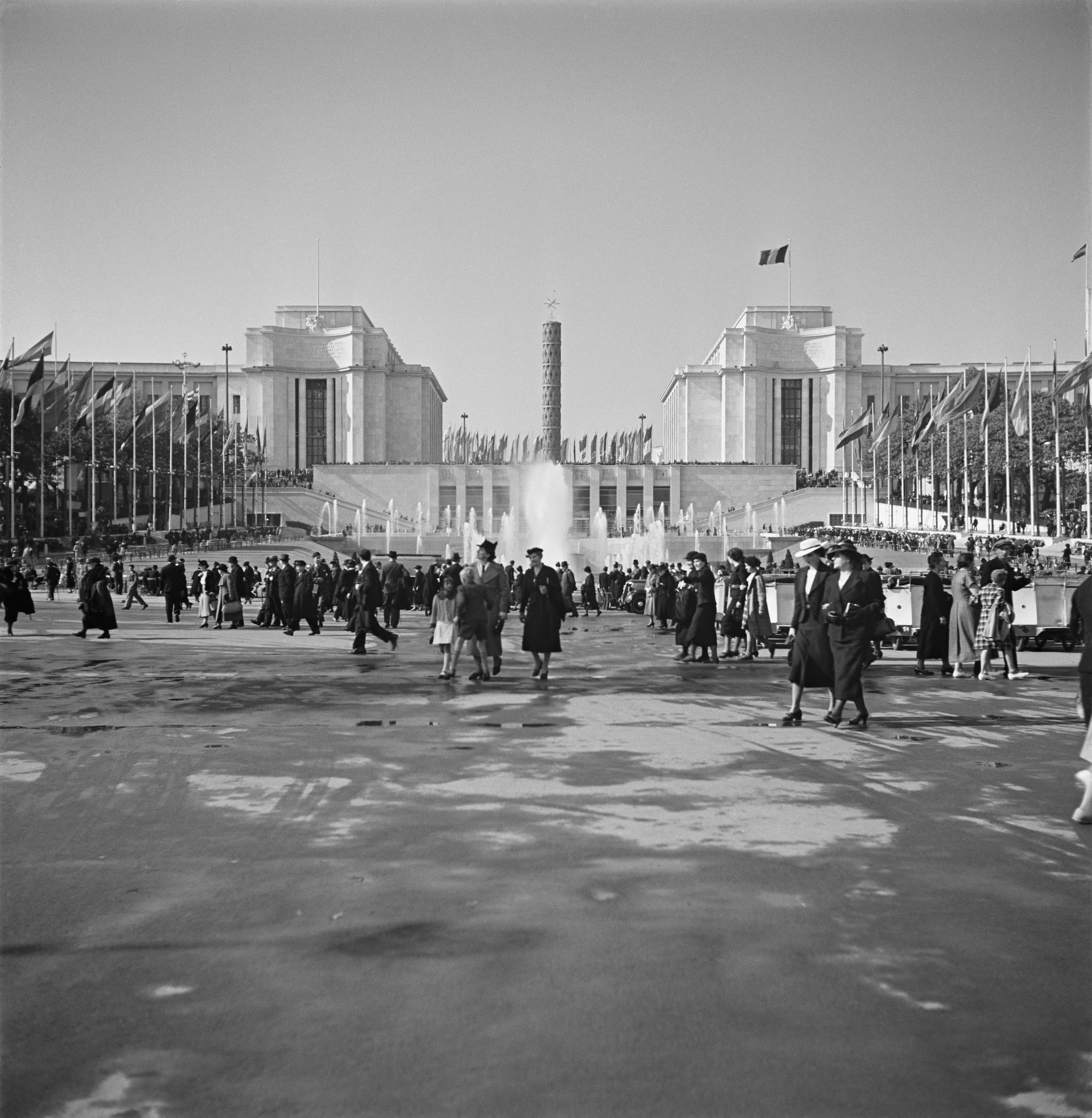
Exposition Universelle de 1937, le palais de Chaillot

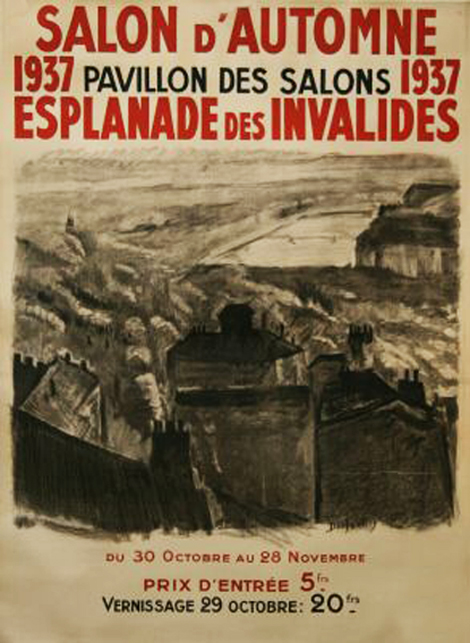
Salon d'Automne, affiche, 1937

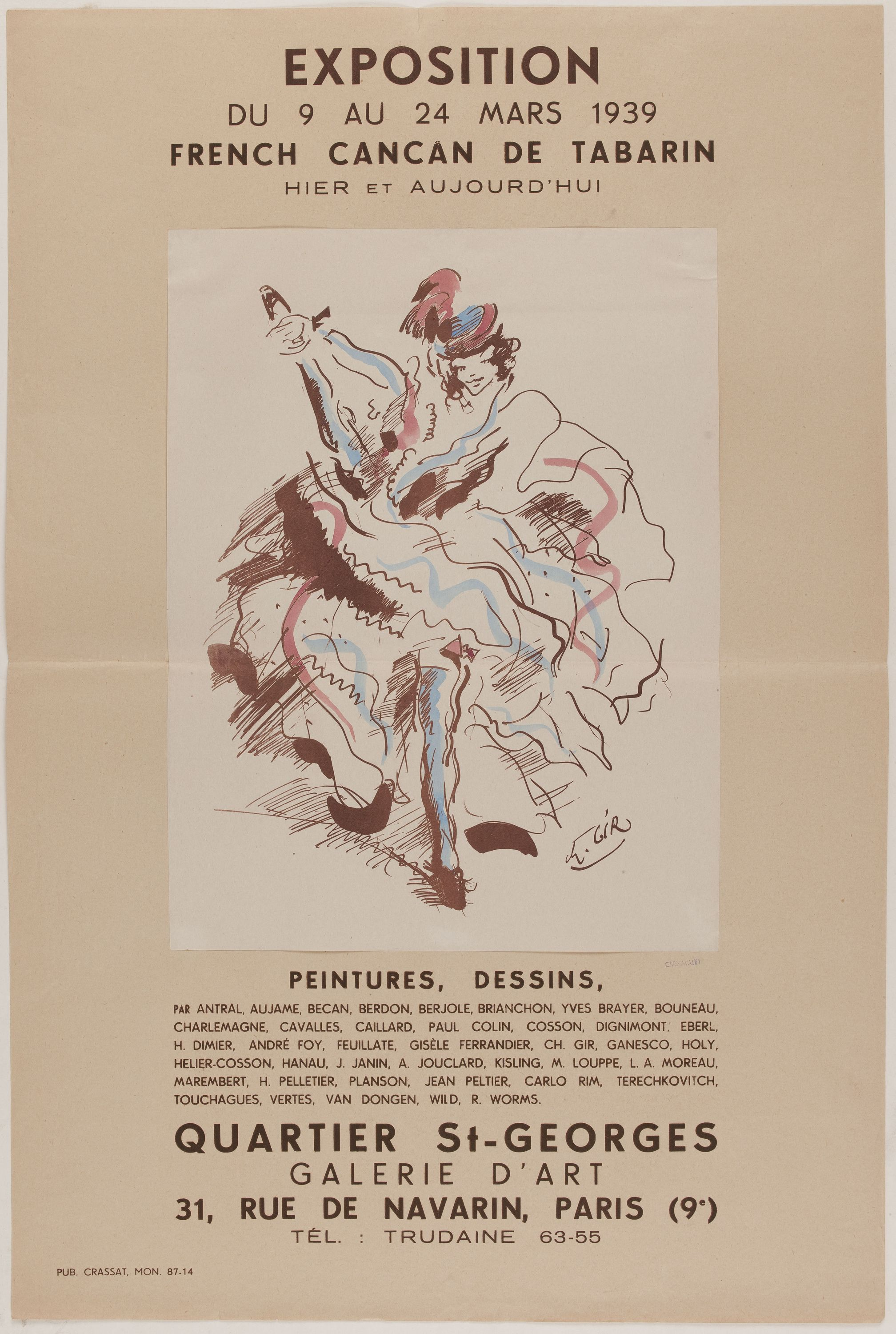
French Cancan de Tabarin hier et aujourd'hui, affiche, 1939

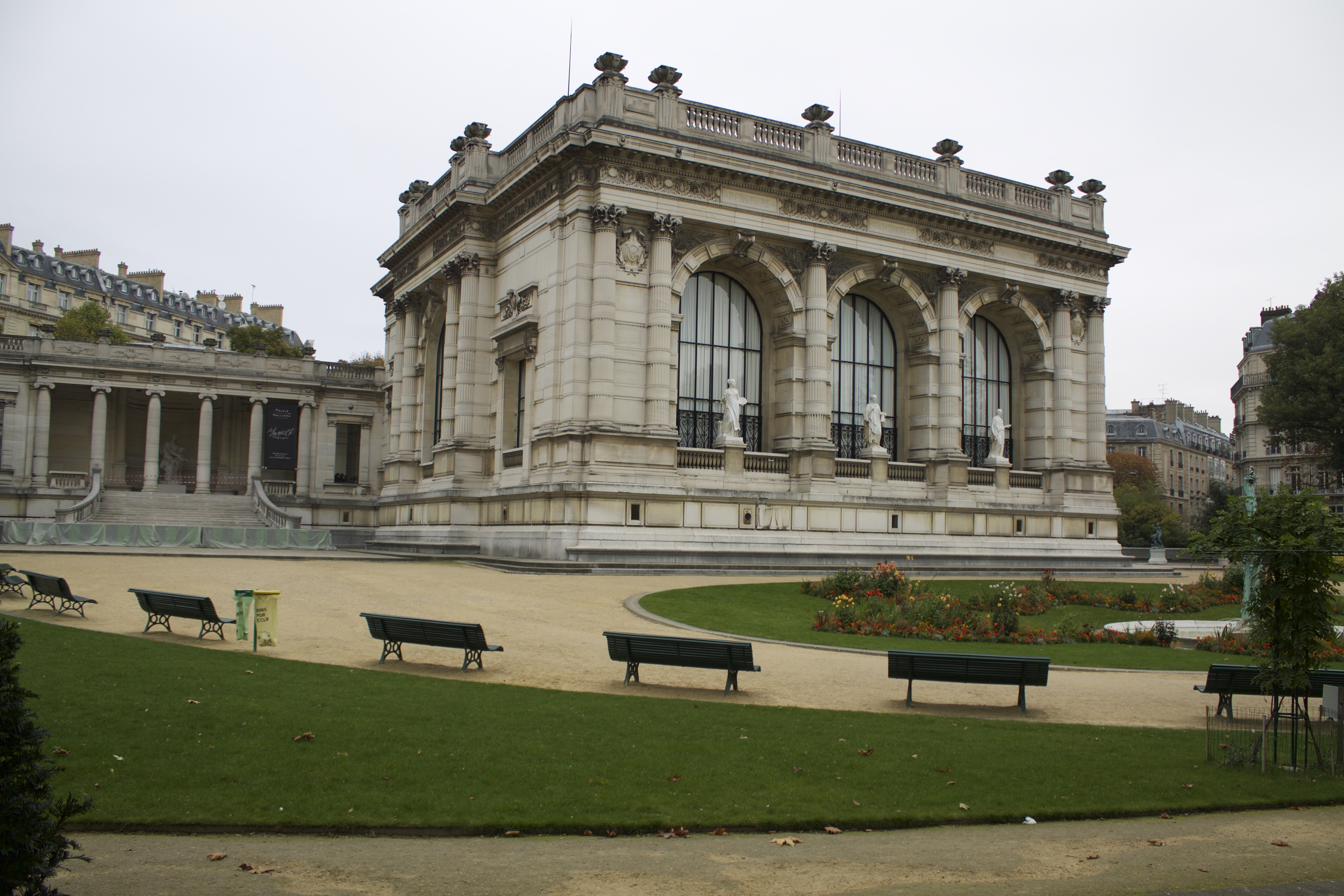
Musée Galliera, Paris, 1948, 1962

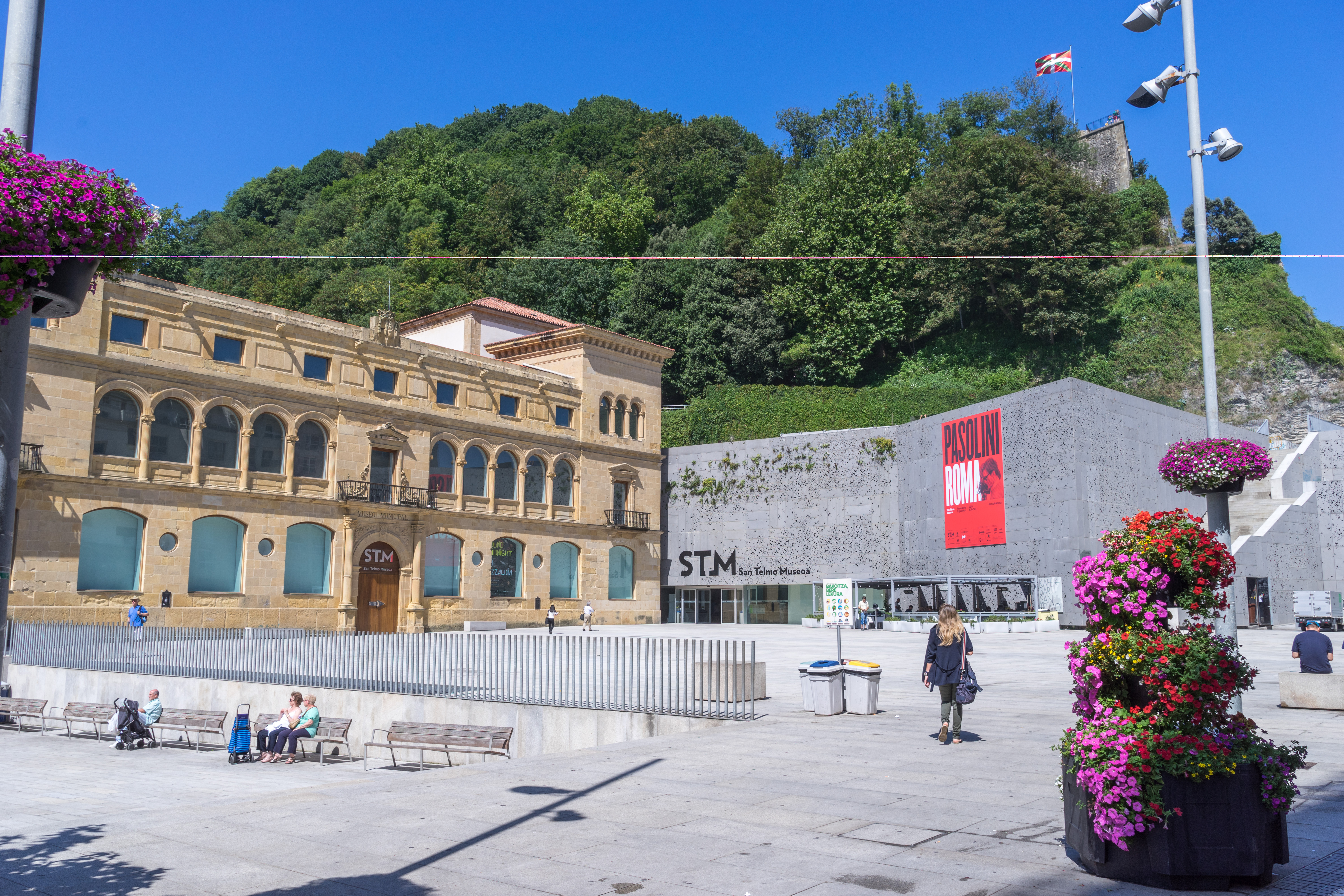
Musée San Telmo, Saint-Sébastien (Espagne), 1965

- Galerie Joseph Billiet, Paris, octobre 1923 (Paul Charlemagne et Pierre Berjole)[40], décembre 1925 (Un groupe : Pierre Berjole, André Bouquet, Paul Charlemagne, Roland Chavenon, Henri Epstein, Aizik Feder, Mela Muter, Jules Pascin)[10].
- Galerie Bernheim, Paris, février-mars 1925 (Exposition des aquarellistes de ce temps), février-mars 1928 (Aquarellistes indépendants - Maurice Asselin, Abel Bertram, Charles Camoin, Paul Charlemagne, Hermine David, Raoul Dufy, Henri Lebasque, André Lhote, Henri Manguin, Albert Marquet, Jules Pascin, Georges Sabbagh, Maurice de Vlaminck, Henry de Waroquier, Jules Zingg)[10].
- Salon des Indépendants, Paris, à partir de 1925, participations jusqu'en 1970[10].
- Salon d'Automne, Paris, à partir de 1923, sociétaire en 1925[41].
- Quelques œuvres de peinture moderne : Félix Buhot, Paul Charlemagne, René Demeurisse, Amédée de La Patellière, Maurice Georges Poncelet, Georges Sabbagh; Galerie Siot-Decauville, Paris, décembre 1925.
- Expositie van werken van Maurice Asselin, Edmond Ceria, Paul Charlemagne, Kees Van Dongen, Henri Le Fauconnier, Charles Kvapil, Henri Lebasque, Frans Masereel, Anders Osterlind, Henry Ottmann, Jean Picart Le Doux, Jules Zingg…, Gallery van moderne Kunst, Amsterdam, avril 1927[10].
- Galerie Ernest de Frenne, Paris, octobre-novembre 1927 (Paul Charlemagne, Grigory Gluckmann, François Quelvée), décembre 1927 - janvier 1928 (Paul Charlemagne, Grigory Gluckmann, Henri Hayden, François Quelvée, Maurice de Vlaminck, janvier-février 1928 (Aquarelles - Paul Charlemagne, Grigory Gluckmann), avril 1930 (Exposition de nus - Pierre Bonnard, Paul Charlemagne, André Derain, André Dunoyer de Segonzac, Grigory Gluckmann, Henri Matisse, Amedeo Modigliani, Georges Rouault, Félix Vallotton)[10].
- Galerie J. Allard, Paris, novembre 1928 (Paul Charlemagne, Georges Sabbagh), juin 1938 (Œuvres récentes : Pierre Berjole, Paul Charlemagne, Jacques Lestrille, Takanori Oguiss)[10].
- Salon des Tuileries, Paris, 1929, 1933, 1934, 1935, 1940, 1941, 1942, 1943, 1944[10].
- L'art en France, peintres d'aujourd'hui, Galerie Le Roy, Bruxelles, octobre 1929 ; Galerie Billiet, Gand, novembre 1929[10].
- Paul Charlemagne, François Eberl, André Favory, Tsugouharu Foujita, Takanori Oguiss, casino de Trouville-sur-Mer, juillet-août 1930[10].
- Frenschen werken - Maurice Asselin, Paul Charlemagne, Raoul Dufy, Henri Le Fauconnier, Henry Ottmann, Maurice Savreux, René Thomsen, Galerie Hofstee-Deelmann, Amsterdam, octobre-décembre 1930[10].
- Modern French paintings, Renaissance Society (en), Université de Chicago, janvier 1931, février 1932[42].
- Biennale de Venise, 1932[10].
- Les peintres des provinces françaises, Galerie Charpentier, Paris, octobre-novembre  1932[10],[43].
- Salon de l'art contemporain, Anvers, 1932.
- Exposition d'art moderne, Bruxelles, mars-avril 1933, mai 1935[10].
- 31e Exposition internationale, Andrew Carnegie Institute, Pittsburgh, décembre 1933[10].
- Galerie Billiet-Worms, Paris, janvier 1934 (Retour au sujet - Yves Alix, Maurice Brianchon, Marc Chagall, Paul Charlemagne, Édouard Goerg, Marcel Gromaire, André Lhote, Frans Masereel, Roland Oudot…), avril-mai 1934 (Le sport dans l'art moderne).
- Salon des artistes anciens combattants, Musée du Jeu de Paume, Paris, de 1934 à 1939[44].
- Le sport et les artistes, Galerie Carmine, Paris, novembre-décembre 1934.
- Salon des humoristes, Paris, 1935, 1936[10].
- Œuvres de la Manufacture nationale de Sèvres et de la Chalcographie du Louvre, Galerie du Journal des Arts, Paris, décembre 1935[10].
- Treize Peintres : Robert Antral, Jean de Botton, Paul Charlemagne, Germain Delatousche, Adrien Holy, Léopold Pascal, Georges Pacouil, Maurice Georges Poncelet, Clément Serveau, Pierre Sicard…, Galerie Barreiro, Paris, janvier-février 1937[10].
- Salon de la Société nationale des beaux-arts, Paris, de 1937 à 1947[10].
- VIe Groupe des artistes de ce temps - Yves Brayer, Paul Charlemagne, Mario Tauzin…, Petit Palais, octobre 1936[45].
- Exposition universelle de 1937, décoration du Palais de Chaillot[10].
- Salon populiste, Paris, 1937, 1938, 1939, 1957, 1959, 1960, 1967[10].
- French Cancan de Tabarin hier et aujourd'hui - Jean Aujame, Bécan, Yves Brayer, Jules Cavaillès, Paul Charlemagne, Paul Colin, André Dignimont, Raymond Feuillatte, André Foy, Charles Gir, Adrienne Jouclard, Kostia Terechkovitch, Louis Touchagues…, Galerie d'art du quartier Saint-Georges, 31, rue de Navarin, Paris, mars 1939.
- Salon des artistes décorateurs, Paris, 1940, 1943, 1944, 1947[10].
- Salon de l'imagerie, Paris, de 1941[46],[47] à 1947[10].
- Salon d'art religieux moderne, Paris, 1942, 1943[10].
- Musée Galliera, Paris, décembre 1948 (800 affiches d'art), septembre-octobre 1962 (Décorateurs et papiers peints)[10].
- Salon du dessin et de la peinture à l'eau, Paris, 1950, 1951, 1953, 1954, 1957, 1959, 1961, 1962, 1963, 1964, 1967, 1969, 1970, 1971[10].
- L'homme contre la nature, Jardin des Plantes, Paris, mai-septembre 1955, affiche lithographique de l'exposition par Paul Charlemagne réalisée dans l'atelier de Fernand Mourlot.
- Salon des illustrateurs, Paris, 1955, 1959, 1963[10].
- Salon des artistes français, Paris, 1955, 1957[10].
- Salon Comparaisons, Paris, 1956, 1957[10].
- Salon de l'Île-de-France, Musée du Domaine départemental de Sceaux, septembre-octobre 1959[10].
- Petits formats des maîtres et jeunes d'aujourd'hui, Galerie Henquez, Paris, décembre 1964-janvier 1965[10].
- Premier Salon Biarritz - San Sebastián - École de Paris, peinture, sculpture : Yvette Alde, Jehan Berjonneau, André Beauce, Louis Berthomme Saint-André, Roland Bierge, Maurice Boitel, Andrée Bordeaux-Le Pecq, Rodolphe Caillaux, Jack Chambrin, Paul Charlemagne, Jean Cluseau-Lanauve, Paul Collomb, Gen Paul, Antonio Guansé, Henri Hayden, Franck Innocent, Daniel du Janerand, Adrienne Jouclard, Georges-André Klein, Germaine Lacaze, André La Vernède, Robert Lotiron, Jean Navarre, Roland Oudot, Robert Saint-Cricq, Maurice Verdier, Henry de Waroquier…, casino de Biarritz puis Musée San Telmo, Saint-Sébastien (Espagne) 1965[48].

## Réception critique
- « Paul Charlemagne, un coloriste, qui s'exprime en pleine pâte et même avec quelque brutalité dans ses nus mais dont les fleurs ardentes et les sombres marines promettent vigoureusement un beau peintre. » - Raymond Bouyer[28]

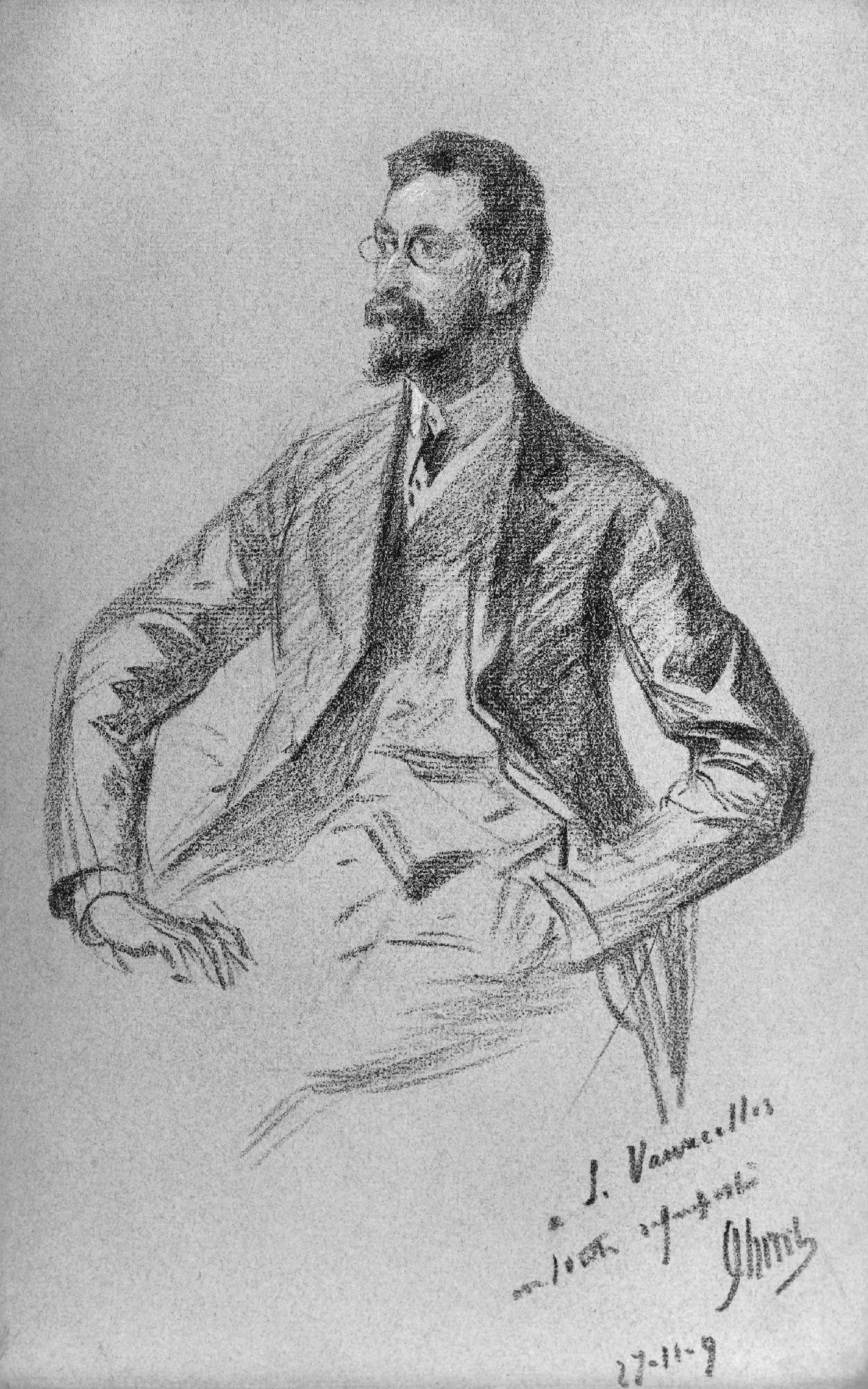
Louis Vauxcelles

- « Paul Charlemagne s'est constitué une palette où dominent les tons puissants, générateurs d'harmonies sombres et chaleureuses ; ses noirs sont d'une profondeur veloutée, ses blancs éclatants, et la  gamme de ses pourpres vineux, de ses indigos, de ses verts céruléens, de ses orangés, évoque plutôt le souvenir et la tradition d'Eugène Delacroix, Alfred Dehodencq, Franck Brangwyn que celle des pleinairistes de Giverny et d'Éragny… Il est robuste sans pesanteur ; l'énergie en ses figures n'exclut jamais la subtilité ou la délicatesse. Et le sentiment de ce coloris, grave et sonore, convient excellemment à la nature de son esprit ; il y a chez Charlemagne une âpreté, un besoin de grandeur, une amertume romantique, disons baudelairienne, que ces tonalités pathétiques expriment à merveille. » - Louis Vauxcelles[17]
- « Hors de pair, il convient de mettre la grande page aux sonorités raffinées et sauvages, aux sombres raucités, où Paul Charlemagne a fixé la double effigie, nue, des Deux amies : œuvre d'inspiration baudelairienne, dont la facture hardie, cet accord tragique de bleus vifs et de bruns, la présentation singulière, le sûr et savant dessin expriment avec force l'originalité. Il y a là un peintre. Paul Charlemagne en fournit un nouvel et non moins vigoureux témoignage en composant, avec des brochures vues en plan, une grande nature morte où les tons s'orchestrent avec autant d'audace que de bonheur. » - Guillaume Janneau[49]
- « Peut-être est-il peu d'artistes qui frémissent autant que lui au spectacle de la couleur vive et particulièrement du rouge ardent ; il se complaîr aux bariolages des images d'Épinal éparses sur un plancher, à la violence d'une fleur de géranium incendiant un bric-à-brac d'objets dans un hangar et peu de peintres, aussi violemment que lui, ont fait pénétrer une lumière crue dans une chambre jusqu'alors close… Ses tableaux ne représentent le monde extérieur que dans la mesure où le monde extérieur, comme disait Fichte, n'est que notre moi projeté au dehors et rendu plus dense. » - Charles Chassé[11]
- « Cet artiste est un des plus authentiques peintres de sa génération. La personnalité est débordante. Le dynamisme et la puissance de son art éclatent aux yeux les moins avertis. La truculence de sa palette lui permet souvent de transposer sur le mode lyrique de véritables tranches de vie. On lui doit des portraits de filles de la plus haute sonorité picturale et d'un réalisme qui approche de la cruauté. La Figurante[50] est un frappant exemple de ce vérisme au vitriol que font pardonner les plus grands dons de coloriste… Il semble brasser la pâte avec un enthousiasme et une fougue qu'aucune difficulté ne peut arrêter… Un artiste dont le tempérament s'exprime avec un lyrisme qui brise sans repentir les vieilles formules. » - Georges Turpin[31]

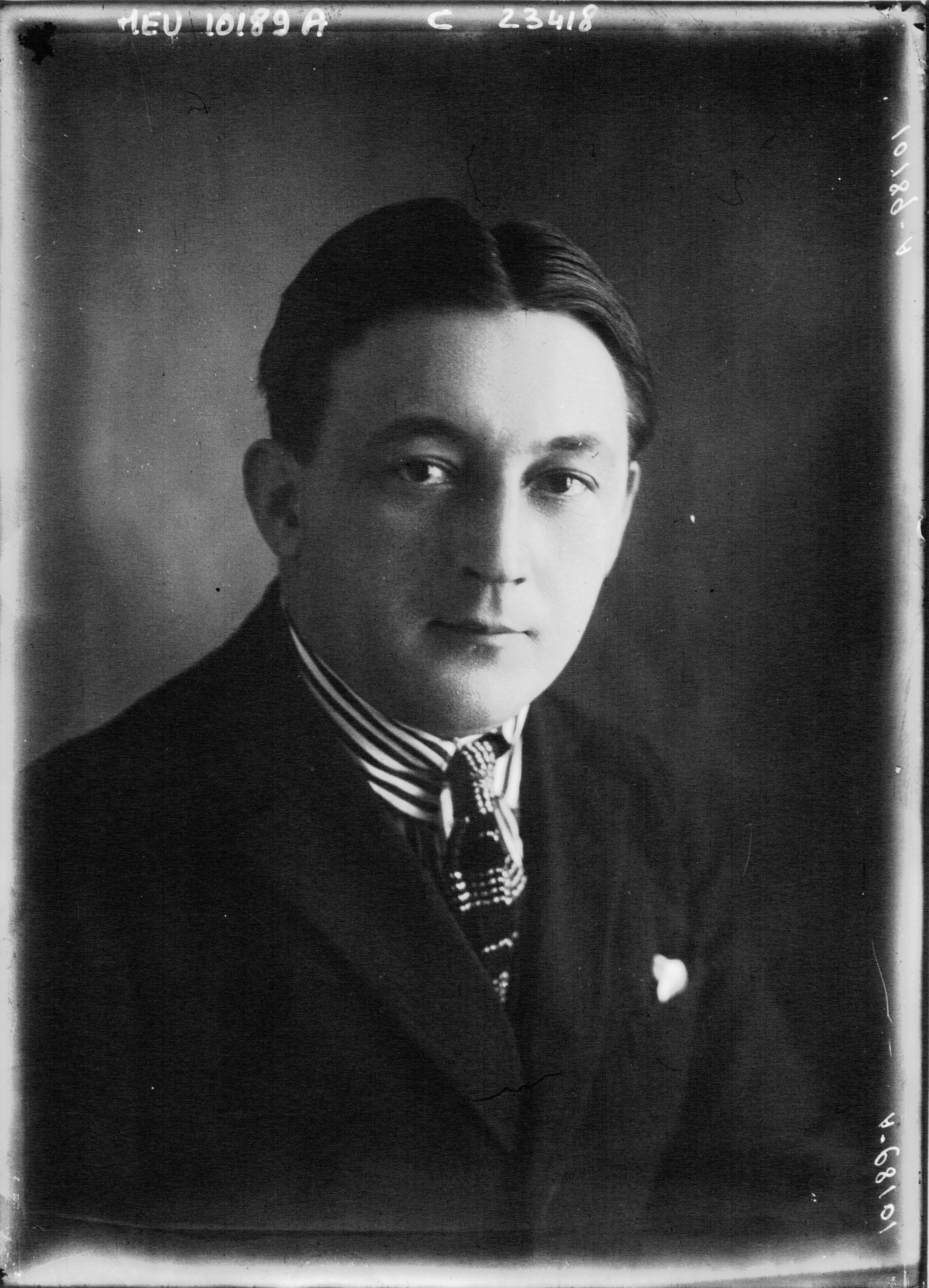
André Warnod

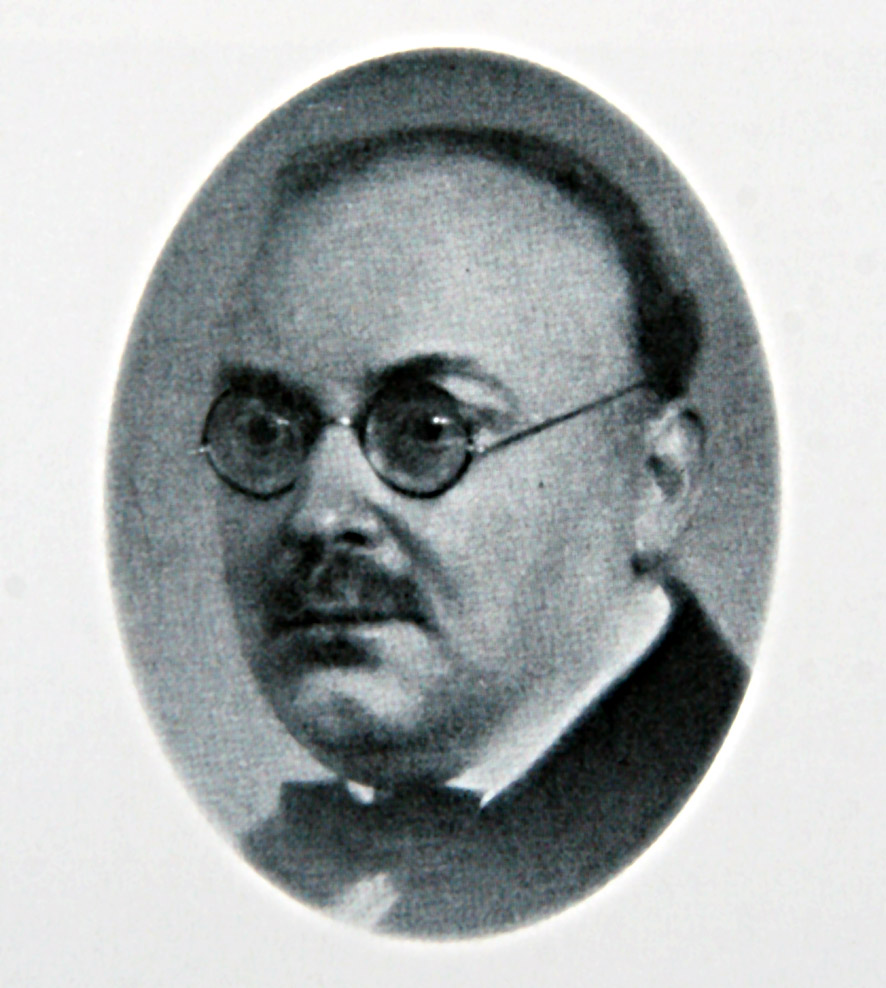
Gaston Derys

- « Les gouaches de Charlemagne ont une âme et dans cette âme se cache une lumière. » - Charles Fegdal[51]
- « La peinture de Charlemagne n'est pas réaliste lorsqu'il décrit les bas quartiers. Le seul titre d'une de ses compositions en dit bien le caractère : Fleurs vénéneuses surgies de l'ombre, ce sont en effet des filles-fleurs de cauchemars, fleurs maladives et malsaines, chairs vertes ou blafardes ou livides, carcasses dégingandées ou monstres obèses, chairs nues dans l'écart des dentelles ou des lingeries vulgaires, affreux et émouvant cortège. Une autre gouache : Le Promeneur solitaire, promenade tragique et hallucinée dans une rue chaude, coup de lumière, trous d'ombre, formes suggérées, entrevues ou brutalement étalées, cruellement crucifiées ; la silhouette massive de l'homme s'en va dans cet enfer. D'autres gouaches traitent d'autres thèmes : acrobates, sportifs, personnages rococo de 1900. Une noce d'un burlesque touchant. Mais ce qu'il faut noter, c'est que toutes ces gouaches sont d'un peintre qui sait orchestrer magnifiquement la gamme des couleurs et cette sûreté de moyens donne plus de force à ce qu'il y a de littéraire dans ses peintures de filles. » - André Warnod[36]
- « J'apprécie la vigueur et l'âpreté de Paul Charlemagne, cette solide peinture où des tons pathétiques s'opposent et chantent comme les noirs et blancs d'une eau-forte. » - Gaston Derys[52]
- « Paul Charlemagne, peintre authentique, ardent, inquiet, à la pâte magnifique, à la truculence sombre et au réalisme fort. » - Michel Florisoone[45]
- « La roue tourne : où sont les enchères élevées des années 1940 ? Nous les reverrons peut-être : sa facture expressionniste, sa pâte chargée, ne répondent pas au goût des amateurs actuels, mais il n'est pas impossible que la génération montante les apprécie dans quelques années. Décorateur de théâtre, illustrateur, affichiste, céramiste, ce peintre dont les premiers travaux furent couronnés par le prix Blumenthal connut une grande vogue entre 1935 et 1955. » - Gérald Schurr[53]
- « On disait de sa facture qu'elle était d'un accent moderne. En effet, la touche est énergique et grasse, à l'inverse de la facture minutieuse et lisée de l'académisme. » - Dictionnaire Bénézit[54]
- « Une modernité tempérée nous dit le catalogue de sa première rétrospective au Musée du Mont-de-Piété de Bergues. Et, de fait, sa carrière traverse un XXe siècle empreint de renouveau formel, dont on retrouve un certain nombre d'influences dans son corpus. Cette peinture sage par endroits, ailleurs plus audacieuse, porte en elle l'enseignement classique et néo-réaliste des cours du soir suivis à l'école supérieure de dessin à Montparnasse, mais aussi quelques accents cubistes, voire constructivistes et une certaine influence impressionniste dans certains paysages. De celui qui fut peintre, décorateur, qui travailla aussi le textile et créa des modèles pour Sèvres, on retient particulièrement ses figures parisiennes aux accents affriolants. Ces scènes à la plume et à l'encre noire se déroulent à la tombée de la nuit, et les réverbères, femmes dénudées et autres accoutrements aguicheurs ont quelque chose d'un Paris bohème, l'inscrivant dans une génération allant de Lautrec à Kees Van Dongen. » - Emma Noyant[55]

## Collections publiques

### Afrique du Sud
- Consulat général de France, Le Cap, paysage, huile sur toile 24x35cm, vers 1952 (dépôt du Centre national des arts plastiques)[56].

### Algérie
- Musée national des Beaux-Arts d'Alger[40].

### France
- Musée d'art et d'archéologie d'Aurillac, La paix, crayon et gouache 56x48cm, vers 1933 (dépôt du Centre national des arts plastiques)[57].
- Musée du Mont-de-Piété de Bergues, toiles et œuvres sur papier, donation Alain et Gilberte Charlemagne[10]:
  - Port sombre, aquarelle et gouache 55x70cm, vers 1925-1930 ;
  - Bateau échoué, encre et aquarelle 68x53cm, vers 1925-1930 ;
  - Le menhir du Rhun, huile sur toile 50x65cm, 1930 ;
  - La jeune mère, huile sur toile 27x22cm, 1938 ;
  - Danseuse, fusain 67x56cm, vers 1940 ;
  - Éloge de la folie, huile sur toile 144x120cm, 1941.
- Musée de Cambrai, La promenade, huile sur toile 92x73cm, 1932[10].
- Musée des Beaux-Arts de Chartres, Chrysanthèmes, huile sur toile 65x54cm, vers 1940 (dépôt du Centre national des arts plastiques)[58].
- Musée de l'Image, Épinal, Le petit navire, gouache 35x54cm, 1941 (dépôt du Centre national des arts plastiques)[59].
- Musée des Beaux-Arts de La Rochelle, Les masques, huile sur toile 63,5x52cm, vers 1920[10].
- Musée d'art moderne André-Malraux, Le Havre, Les pâtisseries, huile sur toile 38x73cm, vers 1933[10].
- Musée des Beaux-Arts de Libourne, L'église d'Autouillet, aquarelle 60,4x40,1cm, vers 1932 (dépôt du Centre national des arts plastiques)[60].
- Musée des Beaux-Arts de Lyon[40].
- Musée Fabre, Montpellier, La Juive, huile sur toile 46x33cm, vers 1933 (dépôt du Centre national des arts plastiques)[61].
- Bibliothèque nationale de France, Paris[62].
- Musée d'art moderne de la ville de Paris :
  - Mère et fille, huile sur toile 110x105cm, vers 1925[63] ;
  - Scène d'atelier, huile sur toile, avant 1936[64] ;
  - La Figurante, huile sur toile, vers 1933[50].
- Musée national d'art moderne, Paris[65] :
  - Marie Faou, femme de pêcheur à Lesconil, huile sur toile 92x73cm, 1930.
  - Carmen, huile sur toile 146x114cm, 1932[18].
  - Le violoncelliste, huile sur toile 138x111,5cm, 1932 ;
  - Le pont de Layoule, huile sur toile 60x81cm, 1936 ;
  - Voiliers au port, encre et aquarelle 50x34cm, vers 1936 ;
  - Le bouquet d'anniversaire, huile sur toile 81x60cm, 1938 ;
  - Le bouquet d'anémones au carafon rouge, huile sur toile 81x60cm, avant 1942[66].
- Petit Palais, Paris, Paysage breton, huile sur toile, vers 1930[67].
- Fonds national d'art contemporain, Puteaux :
  - Automne, huile sur toile 100x73cm, avant 1933[68] ;
  - Décor de coquillages et de porcelaines, huile sur toile 54,5x108cm, vers 1934[69].
- Musée Denys-Puech, Rodez, Les chouettes, huile sur toile 38x46cm, vers 1943 (dépôt du Centre national des arts plastiques)[70].
- Sèvres - Manufacture et Musée nationaux, Sèvres, nombreux éléments décoratifs, services, vases et assiettes[71].

### Hongrie
- Ambassade de France à Budapest, Paysage, gouache 68x50cm, vers 1934 (dépôt du Centre national des arts plastiques)[72].

### Pays Bas
- Musée Kröller-Müller, Otterloo, La vieille Marcquoise, huile sur toile 135x100cm, avant 1924[73],[27].

## Collections privées
- Hôtel des Bains, Saint-Cast-le-Guildo, fresque murale (salle à manger)[74].
- Paul Poiret[10].
- Jacques Rouché[11],[40].

## Prix et distinctions
- prix Blumenthal, 1923[75].
- Chevalier de la Légion d'honneur, 1938[54].
- Prix Gillot-Dard de la Société nationale des beaux-arts, 1946[10].
- Officier de la Légion d'honneur, 1959[10].
- Chevalier des Palmes académiques, 1959[10].
- Chevalier des Arts et des Lettres, 1963[10].